# Reformismo borbónico
El Reformismo borbónico o Absolutismo ilustrado, fue un periodo de la historia de España iniciado en 1700 con el ascenso de la dinastía de la Casa de Borbón (España). Durante esta etapa, se consolidó un Estado centralizado, suprimiendo la estructura descentralizada de la Monarquía Hispánica y adoptando la denominación de Reino de España e Indias en el siglo XVIII.
El cambio dinástico se produjo tras la muerte de Carlos II, último monarca de la Casa de Austria. Un mes antes de su fallecimiento, Carlos II había  designado como sucesor a Felipe de Borbón, quien, tras la guerra de Sucesión Española (1701-1714), fue reconocido como Felipe V, el primer rey Borbón de España. Este conflicto concluyó con la consolidación de los Borbones en el trono y la promulgación de los Decretos de Nueva Planta, que eliminaron los fueros y privilegios de los reinos de la Corona de Aragón, estableciendo un gobierno más homogéneo y centralizado. 
Durante el siglo XVIII, los Borbones aplicaron una serie de reformas inspiradas en la Ilustración , especialmente bajo los reinados de Fernando VI y de Carlos III. Estas medidas modernizaron la administración, la economía y el ejército, buscando mayor eficiencia y control estatal. 
En 1808, Carlos IV y su hijo Fernando VII (quien lo había forzado a abdicar a su favor en el Motín de Aranjuez) fueron secuestrados y forzados a ceder sus derechos al trono a Napoleón Bonaparte en las abdicaciones de Bayona. Napoleón, a su vez, designó para la corona a su hermano José I Bonaparte, elevando así a la Casa de Bonaparte al trono español y desencadenando la guerra de la Independencia Española. La irrupción del Liberalismo español impulsó finalmente el establecimiento del Estado nación en 1810, conocido como el Reino de las Españas, y, al mismo tiempo, comenzó la guerra que condujo a la secesión de los territorios de la España americana.  
Tras la derrota de Napoléon, Fernando VII regresó al trono en 1814  y restauró el absolutismo, que se mantuvo hasta su muerte en 1833, salvo un breve periodo constitucional conocido como el Trienio Liberal (1820-1823).

## El reinado de Felipe V (1700-1746): la construcción del Estado borbónico

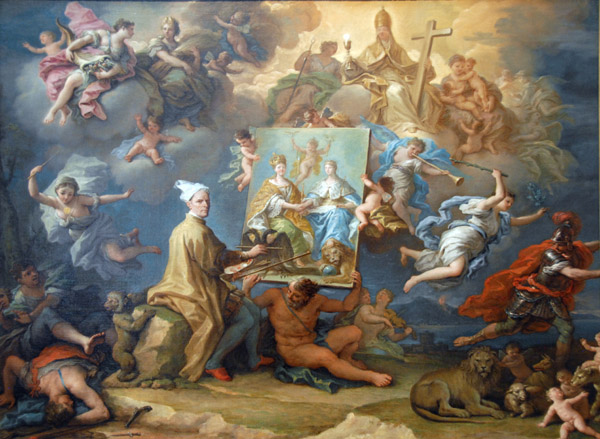
Pintura alegórica del Tratado de Utrecht

Felipe V accedió al trono de la monarquía española en virtud del testamento de su tío abuelo, Carlos II, enfrentándose a la casa de Habsburgo. Castilla aceptó inmediatamente al nuevo rey, pero los reinos de la Corona de Aragón, proclives en un primer momento, no tardaron en adherirse a la causa del archiduque Carlos. Felipe V solamente contaba con el apoyo de Francia y de los propios castellanos, contra la hostilidad del resto, especialmente aragoneses, austriacos, británicos y neerlandeses, temerosos de que se estableciera en España una monarquía de corte absolutista al estilo francés. La victoria fue para los partidarios de Felipe V y los Tratados de Utrecht en 1713 y de Rastatt en 1714 pusieron fin al conflicto, no sin graves pérdidas para la corona en territorio europeo. La instauración de los Borbones llevó a la firma de los llamados Pactos de Familia con Francia que dominarían toda la política internacional española a lo largo del siglo XVIII.
En represalia, Felipe V abolió los Fueros de Aragón y Valencia en 1707 e impuso el Fuero de Castilla, al igual que en Cataluña y Mallorca. Las Cortes de Aragón, las de Valencia y las de Cataluña dejaron sucesivamente de existir, integrándose los representantes de sus ciudades, no así la nobleza y el clero, en las Cortes de Castilla. Felipe V premió la lealtad del Reino de Navarra y de las provincias Vascongadas a su causa, manteniendo sus fueros. La nueva regulación se formulará a través de los Decretos de Nueva Planta.

### La guerra de sucesión española y los Decretos de Nueva Planta

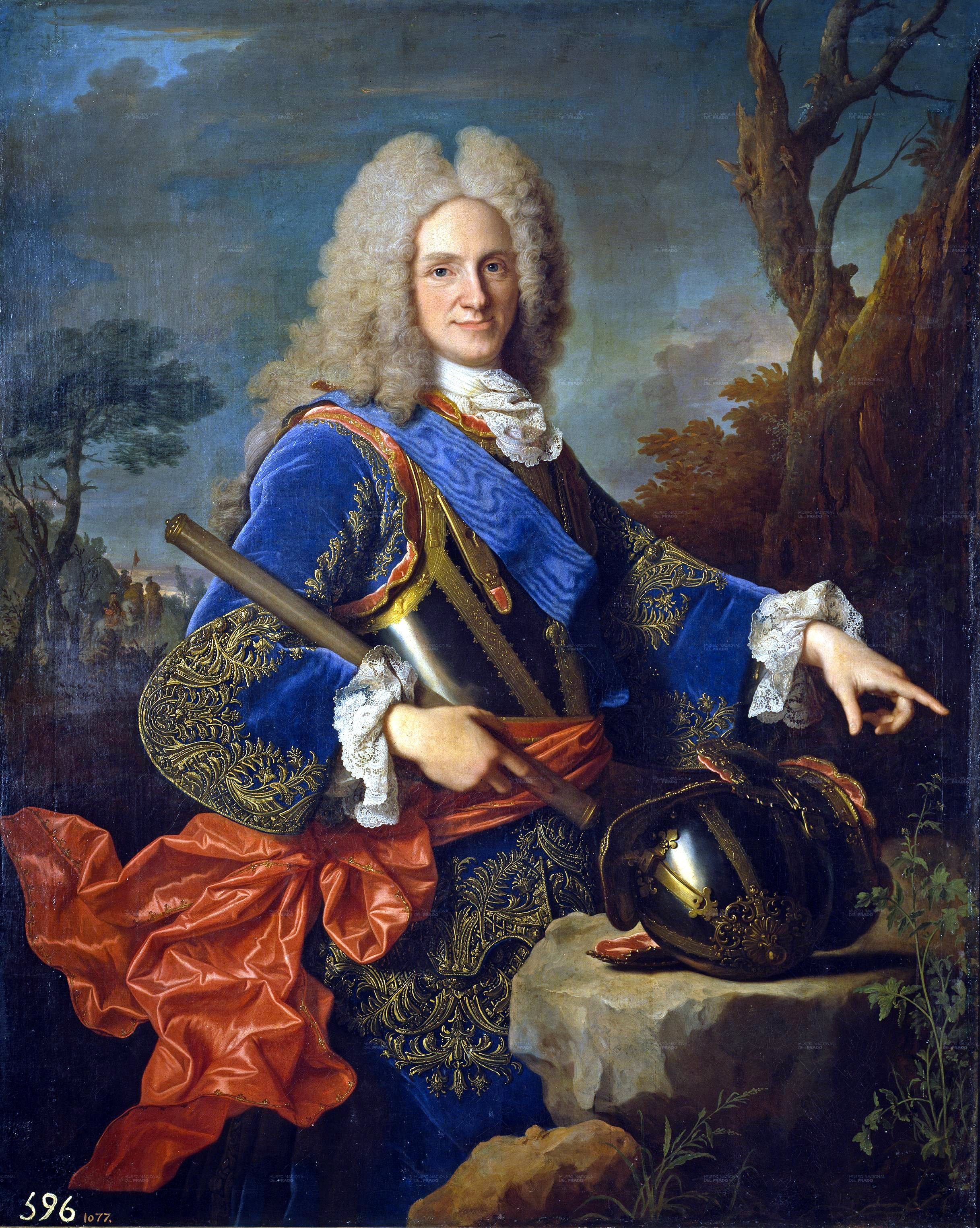
Retrato de Felipe V de España de Jean Ranc (1723)

El desenlace de la guerra de sucesión española (1701-1714) supuso para la Monarquía de España la entronización de una nueva dinastía, la Casa de Borbón, a costa de la cesión de sus posesiones en Italia y los Países Bajos al emperador Carlos VI, más Gibraltar y Menorca que pasaron a soberanía del Reino de Gran Bretaña, y de la pérdida del control del comercio con el Imperio de las Indias, a causa de la concesión a los británicos del asiento de negros y del navío de permiso. Con todo ello se produjo, según Joaquim Albareda, "la conclusión política de la decadencia española". Así pues, Felipe V fracasó en la misión por la que fue elegido como sucesor de Carlos II: conservar íntegros los territorios de la Monarquía Católica.
En política interna, Felipe V puso fin a la Corona de Aragón por la vía militar y abolió las instituciones y leyes propias que regían los estados que la componían (el reino de Aragón, el reino de Valencia, el reino de Mallorca y el Principado de Cataluña) mediante los Decretos de Nueva Planta de 1707-1716 que instauraron en su lugar un Estado, en parte, absolutista, centralista y uniformista, inspirado en la Monarquía absoluta francesa de Luis XIV, abuelo de Felipe V, y en la imposición de las leyes de la Corona de Castilla al resto de territorios, salvo el reino de Navarra, el Señorío de Vizcaya, Guipúzcoa y Álava que conservaron sus fueros por haber permanecido fieles a Felipe V —aunque por otro lado el derecho privado de Aragón, Cataluña y Mallorca, se mantuvo—. Así pues, se puede afirmar que los grandes derrotados de la guerra fueron los austracistas defensores no solo de los derechos del Carlos III el Archiduque sino del mantenimiento de la monarquía compuesta o "federal" de la Monarquía Hispánica de los dos siglos anteriores.
Según el historiador Ricardo García Cárcel, la victoria borbónica en la guerra supuso el "triunfo de la España vertical sobre la España horizontal de los Austrias", entendiendo por "España horizontal", la "España austracista", la que defiende "la España federal que se plantea la realidad nacional como un agregado territorial con el nexo común a partir del supuesto de una identidad española plural y «extensiva»", mientras que la "España vertical" es la "España centralizada, articulada en torno a un eje central, que ha sido siempre Castilla, vertebrada desde una espina dorsal, con un concepto de una identidad española homogeneizada e «intensiva»".
Además de la abolición de sus instituciones y leyes propias, para los estados de la Corona de Aragón, la "Nueva Planta" de la Monarquía tuvo otras dos importantes consecuencias. La primera fue el establecimiento del absolutismo al desaparecer el freno que suponía para el poder del rey el "pactismo" y las instituciones propias, que fueron sustituidas por una administración militarizada, de inspiración castellana —Capitán General, Real Audiencia, corregidores— y francesa —intendentes—, para controlar los estados que habían sido "rebeldes". Y en segundo lugar el inicio o la aceleración del proceso de castellanización de sus habitantes o al menos de parte de sus grupos dirigentes, al declararse el castellano como la única lengua oficial. El abate Miguel Antonio de la Gándara lo expresó así en 1759: «A la unidad de un rey son consiguientemente necesarias otras seis unidades: una moneda, una ley, una medida, una lengua y una religión»". Un proceso de castellanización que tuvo un éxito sólo relativo, mayor en el Reino de Valencia que en el Principado de Cataluña y en el Reino de Mallorca —en la Menorca bajo dominio británico se mantuvo el catalán como lengua oficial—. Según Joaquim Albareda, "más allá de esta presión política que convertía en lengua oficial de la administración al castellano, hay que aclarar que existió un perceptible fenómeno de diglosia en los estratos dirigentes (nobleza, burguesía comercial, abogados y juristas) que arranca a partir del siglo XVI, un fenómeno, como ha demostrado Joan-Lluís Marfany, de carácter endógeno, por el que el castellano se convertía en el vehículo de expresión en determinados usos sociales, especialmente en el ámbito escrito, por un factor de prestigio social y cultural".

### El Estado absoluto borbónico y sus limitaciones
La monarquía absoluta se basaba en la idea de que los poderes del rey eran ilimitados (absolutos) y los ejercía sin ningún tipo de cortapisa. Como dijo José del Campillo, ministro de Felipe V:

No es menester en una monarquía que todos discurran ni tengan grandes talentos. Basta que sepa trabajar el mayor número, siendo pocos los que deben mandar, que son los que necesitan luces muy superiores; pero la muchedumbre no ha de necesitar más que fuerzas corporales y docilidad para dejarse gobernar.

El proceso de construcción del Estado absoluto y centralizado comenzó durante la guerra de sucesión española en el que tuvieron un especial protagonismo los consejeros franceses que Luis XIV puso al lado de su nieto Felipe V. Un paso esencial lo constituyeron los "Decretos de Nueva Planta" que derogaron las "constituciones" e instituciones particulares de los Estados de la Corona de Aragón, aunque con ellos no se llegó a la completa homogeneización del territorio al subsistir las instituciones y leyes propias del Reino de Navarra y de las "Provincias Vascongadas".
Una limitación más importante al poder absoluto del rey fue la pervivencia de las jurisdicciones señoriales y eclesiásticas. A mediados de siglo XVIII había en España unos 30 000 señoríos que abarcaban a la mitad de la población campesina para la que el poder del rey se veía muy lejano frente al poder inmediato de su señor. Una situación que no se modificó a pesar de que los ministros borbónicos eran conscientes de la merma del poder del rey que suponía su existencia, como afirmó el conde de Floridablanca en la Instrucción reservada a la Junta de Estado de 1787 presentada a Carlos III en la que hablaba en nombre del rey:

Se ha pensado en algunos tiempos en incorporar o disminuir las jurisdicciones de señorío, donde los jueces no suelen tener las cualidades necesarias ni hacerse las elecciones de ellos con el examen y el conocimiento que conviene. Aunque no es mi ánimo que a los señores de vasallos se les perjudique ni quebranten sus privilegios, debe encargarse mucho a los tribunales y fiscales, y que procuren incorporar o tantear todas las jurisdicciones enajenadas de las que, conforme a los mismos privilegios y a las leyes deben restituirse a mi Corona

Los consejeros franceses que acompañaron a Felipe V consideraron que el régimen polisinodial tradicional de la Monarquía de los Austrias estaba obsoleto y era ineficaz, porque las decisiones tardaban tiempo en tomarse, y además suponían una limitación de la autoridad absoluta del rey ya que los diferentes consejos, cada uno de ellos especializado en un asunto diferente, estaban controlados por la nobleza, y especialmente por los Grandes de España. En el informe que elaboró en 1703 titulado Plan para la administración de los asuntos del rey de España el consejero francés Jean Orry afirmó que los Consejos « gobiernan el Estado... de manera que su intención en general es que su Rey no tenga, hablando con propiedad, ninguna participación activa en el gobierno, sino que les preste su nombre».
Como alternativa dieron preferencia a la «vía reservada» llamada así porque el rey se reservaba cada vez más asuntos que sustrae a los Consejos y por la que el rey tomaba las decisiones atendiendo solo a las propuestas que le hacían sus Secretarios de Estado y del Despacho, que habían surgido del desarrollo del cargo creado en 1621 de Secretario del Despacho Universal. Así ya desde 1702 Felipe V crea un Consejo de Gabinete o de Despacho compuesto por muy pocas personas que le asesoran mediante el "despacho a boca", entre las que se incluye el embajador de su abuelo Luis XIV. Este Consejo se dividirá en varias áreas hasta que después de la guerra, en noviembre de 1714, quedó constituido por cinco oficinas independientes con un Secretario de Estado y del Despacho al frente de cada una: Estado, Justicia, Guerra, Hacienda, Marina e Indias.

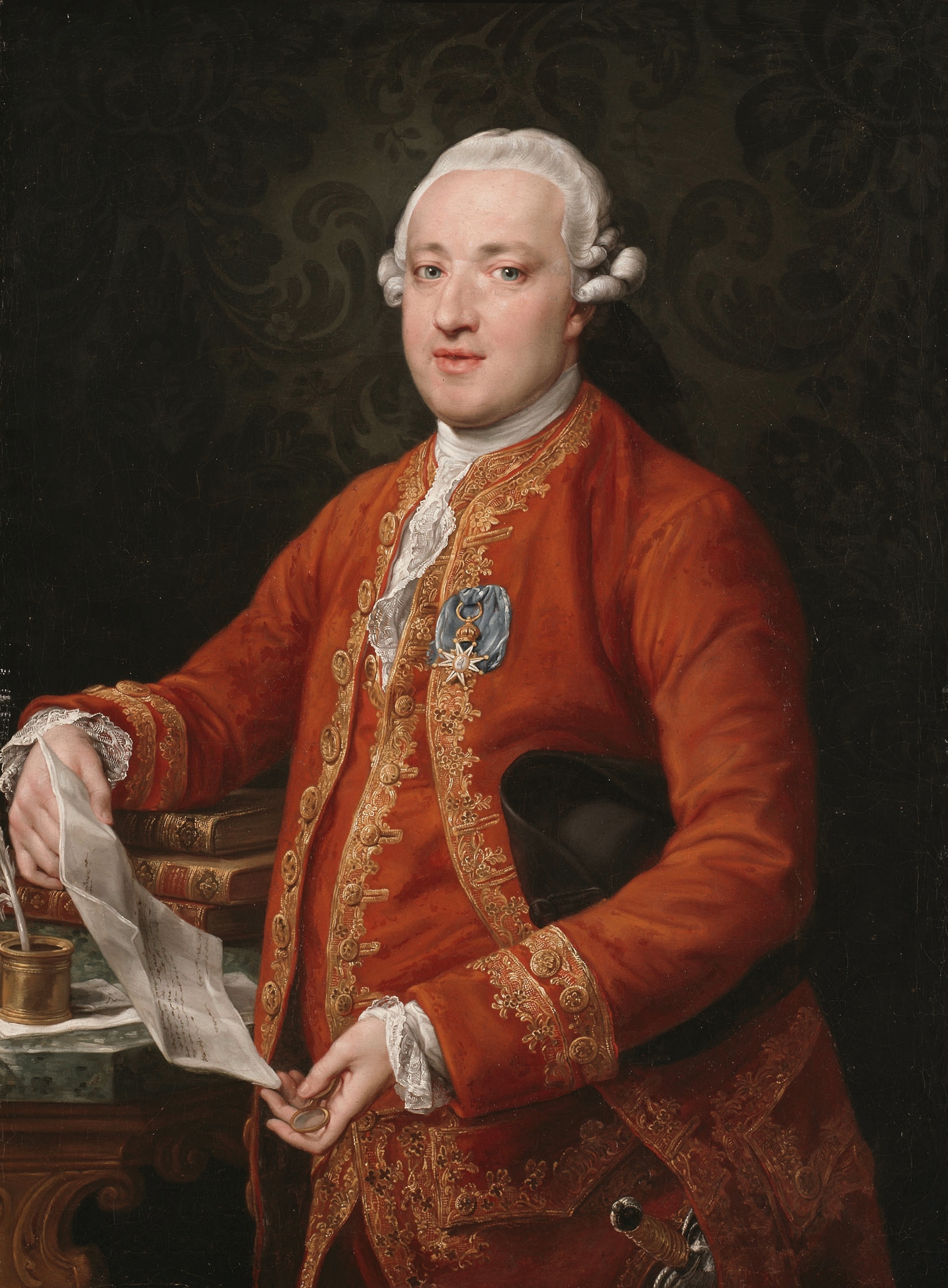
El conde de Floridablanca pintado por Pompeo Batoni, c.1776. Instituto de Arte de Chicago.

Sin embargo, al finalizar la guerra y desaparecer la "camarilla francesa" —encabezada por la princesa de los Ursinos y por Jean Orry, y la colaboración de Melchor de Macanaz—, Felipe V no eliminó completamente el sistema de consejos, porque el Consejo de Castilla mantuvo sus extensas atribuciones gubernativas y judiciales que ahora abarcaban todo el reino y, por otro lado, las Secretarías de Estado y del Despacho nunca llegaron a constituir un auténtico gobierno pues cada uno de los Secretarios de Estado o Primera Secretaría [la más importante], de Gracia y Justicia, de Hacienda, de Guerra, de Marina e Indias despachaba por separado con el monarca, aunque en ocasiones una misma persona acumulaba más de una secretaría. Habrá que esperar a una fecha tan tardía como 1787 para que bajo Carlos III el conde de Floridablanca constituya la Junta Suprema de Estado que reúna a los Secretarios de Estado y del Despacho, pero ésta tuvo una vida efímera pues suprimida cinco años después por Carlos IV.
En el informe que elaboró en 1703 Jean Orry, además de cuestionar el sistema de gobierno de los Consejos, también se refirió a la organización territorial y criticó que los corregidores fueran nombrados por el Consejo de Castilla, por lo que «son hechuras suyas y le obedecen, lo que viene a ser lo mismo que excluir al rey del gobierno de su reino». En su lugar proponía nombrar gobernadores o intendentes en las provincias que «estarán directamente subordinados al Consejo Real, y recibirán las órdenes del Rey por medio del veedor general».
Esta nueva organización territorial centralizada fue aplicada en primer lugar en la Corona de Aragón con los Decretos de Nueva Planta y luego comenzó a ser implantada en la Corona de Castilla —a excepción de las Provincias Vascongadas y del Reino de Navarra—, aunque lentamente por lo que el proceso no culminaría hasta el reinado de Carlos III. Así, se crearon Capitanías Generales con sede en Santa Cruz de Tenerife, La Coruña, Asturias, Zamora, Badajoz, Sevilla y Málaga; las Reales Audiencias fueron presididas por el capitán general y las dos únicas que no la estaban —las Chancillerías de Valladolid y Granada— finalmente también lo fueron, reconvertidas en Audiencias.
Asimismo se intentó introducir en Castilla la figura de los intendentes y en 1718 se promulgó una Ordenanza en la que se decidía «formar y establecer en cada una de las provincias del reino una intendencia [...] de justicia, policía, hacienda y guerra». Pero los Consejos lograron paralizar el proceso —solo se constituyeron cuatro intendencias "de Ejército"— y habrá que esperar a 1749, bajo Fernando VI, para que se creen 22 intendencias en la Corona de Castilla. Una de las primeras misiones de los intendentes que estaban al frente de ellas será realizar el Catastro de Ensenada en vistas a aplicar en Castilla el sistema fiscal de la única contribución que desde el final de la guerra se aplicaba en la extinguida Corona de Aragón. Las competencias de los intendentes fueron en detrimento de los corregidores, de los alcaldes mayores y regidores de los ayuntamientos, quedando limitada la actividad de las autoridades locales a la gestión del patrimonio municipal y a la regulación de algunos servicios públicos esenciales, en especial los relacionados con el abastecimiento alimentario.

### La "Nueva Planta" fiscal
Los territorios de la antigua Corona de Aragón tras su derrota en la guerra de sucesión española tuvieron que pagar un impuesto —denominado "catastro" en Cataluña, "equivalente" en Valencia; "contribución única" en Aragón; "talla" en Mallorca— que era "equivalente" en cuantía a las diferentes "rentas provinciales" —impuestos sobre el consumo, que incluían la alcabala— que se cobraban en Castilla. Este impuesto no era el único que pagaban pues también se extendió a ellos lo que en Castilla se llamaban "rentas generales" —que eran los derechos de aduanas— y las "rentas estancadas" —que eran los monopolios estatales sobre la sal, el tabaco y el papel sellado—. La aplicación de esta llamada "Nueva Planta fiscal" significó un cambio radical para aragoneses, catalanes, mallorquines y valencianos, porque desde la segunda década del siglo XVIII será la Corona quien los reciba y será la Corona quien decida en qué y dónde han de gastarse los dineros, mientras que durante la Monarquía de los Austrias revertían en sus propias tierras, para cubrir sus necesidades.
La "Nueva Planta" fiscal se completó con la extensión de las monedas castellanas a la Corona de Aragón, aunque las monedas propias siguieron circulando aunque en sus respectivos territorios, y con la supresión de las aduanas interiores —«puertos secos»— que existían entre los estados de la Corona de Aragón y la Corona de Castilla, para que de esta forma, se decía en el decreto de noviembre de 1714 que las abolió, «se estimen aquellos dos Reinos [de Aragón y de Valencia] y Principado [de Cataluña] como provincias unidas a Castilla, corriendo el comercio entre todas ellas libre y sin impedimento alguno». Sin embargo cuando en 1717 se decretó que se trasladaran a la costa o a la frontera con Francia los puertos secos que existían entre las "Vascongadas" y el reino de Navarra y la Corona de Castilla estalló una revuelta en esos territorios —la Machinada— que hizo fracasar el intento.
Bajo Fernando VI, el marqués de la Ensenada fracasó en su intento de aplicar el sistema de la "única contribución" en Castilla en sustitución del sistema de agregación de impuestos dispares que los Austrias habían heredado (e incrementado) de los Reyes Católicos. Lo que sí consiguió Ensenada fue aumentar lo recaudado al sustituirse el sistema de arrendamiento de impuestos por la gestión directa a cargo de funcionarios reales bajo la dirección de los intendentes.
Por otro lado, la composición del gasto no varió prácticamente a lo largo del siglo XVIII: en 1778 el 72 % correspondía al Ejército y la Marina, el 11 % a la corte y solo el 17 % restante se dedicaba a otros gastos (básicamente el pago de los funcionarios reales).

### El rearme naval y la creación de un Ejército permanente
La política seguida con la Armada trató de aumentar su rapidez y eficacia: para ello se crearon los Arsenales de Cartagena, Cádiz y El Ferrol, además del de La Habana; se perfeccionó la formación de sus oficiales; y se recurrió a la matrícula de mar para dotar los barcos de la marinería necesaria. La matrícula de mar, similar a las "quintas" para el Ejército, se basaba en la obligación de servir en la marina de guerra a todos aquellos jóvenes que luego quisieran ejercer oficios relacionados con el mar. Eran los matriculados. Y solo ellos podían, por ejemplo, ser pescadores, lo cual significaba que no había voluntariedad, pues de hecho suponía la matriculación obligatoria para todos los varones de familias de pescadores ya existentes. También se estableció el corso, especialmente la clase de corsario antipirata conocido como guardacostas.
Por su parte, el Ejército experimentó un aumento de sus efectivos —unos 100.000 hombres hacia finales de siglo— ya que al reclutamiento de voluntarios —muchos de los cuales son extranjeros: valones, irlandeses e italianos— se añadió el sistema de levas y de quintas. La leva era la forma de reclutamiento por la que se "recogían" en las ciudades a los "vagos" —a los varones sin ocupación conocida— y se les obligaba a servir en el Ejército. Las quintas consistían en la llamada a filas de una quinta parte —de ahí el nombre— de los mozos útiles de cada distrito. Pronto se hizo impopular la medida a causa de las numerosas corruptelas y abusos que se producían en los sorteos y la enorme cantidad de personas que estaban exentas —"una muy larga nómina de casados, enfermos, cortos de vista, hijos únicos de viuda pobre, pastores de la Mesta, tejedores de Valencia, artesanos de textiles, fabricantes de pólvora, funcionarios de la Hacienda, profesores, maestros, autoridades municipales, hidalgos e, incluso, esclavos, quedaron fuera de los sorteos habidos a lo largo del siglo XVIII"—. Así la prestación del "servicio al rey" acabará "por ser tenida como una imposición fatal de la que había que escapar si se podía".

### La política cultural
Durante el reinado de Felipe V se crearon tres instituciones culturales de gran importancia que configuraron lo que el historiador Pedro Ruiz Torres ha llamado "nueva planta académica".
La primera fue la Real Biblioteca fundada en 1712 —se discute si por iniciativa de los jesuitas franceses del entorno de Felipe V o de Melchor de Macanaz— con la finalidad de custodiar las colecciones de libros de la Corona —en especial la biblioteca de la reina madre de Carlos II— y las que habían traído de Francia el propio Felipe V y sus consejeros franceses —a las que se añadió la muy rica biblioteca del arzobispo de Valencia, Folch de Cardona, exiliado austracista—. La biblioteca vio incrementado notablemente el número de volúmenes cuando se promulgó la real orden que obligaba a depositar en la misma un ejemplar de cualquier libro impreso en España. Los responsables de la misma fueron los confesores del rey y en ella tuvieron acogida las obras de los precursores de la Ilustración, los novatores, y de los primeros ilustrados. De la Real Biblioteca partió la iniciativa de editar el periódico Diario de los literatos de España cuyo primer número apareció en 1737 y que empezó a publicar reseñas de los libros y revistas editados dentro y fuera de España. Sin embargo, las posibilidades culturales de la Real Biblioteca no fueron utilizadas plenamente y los bibliotecarios nombrados durante el reinado de Felipe V, a excepción de Gregorio Mayans que acabó dimitiendo después de seis años en el cargo (1733-1739), "no sobresalieron en ninguna actividad renovadora, y, de muchos de ellos, no se conoce una sola obra impresa". La Real Biblioteca no se convirtió en un auténtico foco cultural hasta el reinado de Fernando VI, gracias al nuevo confesor real Padre Rávago, y sobre todo hasta la reforma de 1761 en los inicios del reinado de Carlos III.

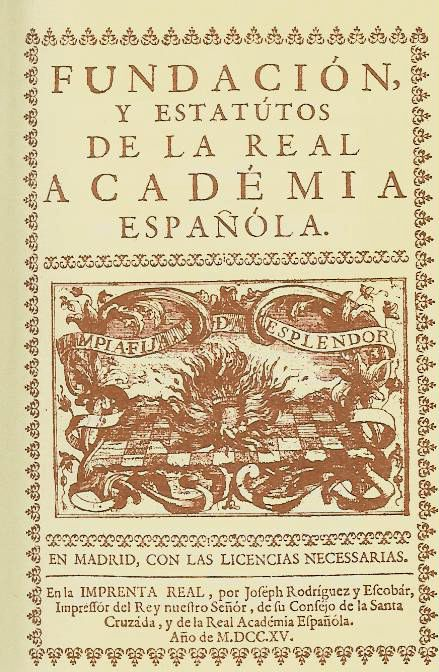
Portada de la primera edición de Fundación y estatutos de la Real Academia Española (1715).

La segunda institución, la Real Academia Española, tuvo mucho mayor trascendencia en la configuración del nuevo modelo cultural borbónico. Tuvo su origen en la tertulia literaria del felipista Marqués de Villena, que se constituyó de manera formal en 1713 con el objetivo de evitar la corrupción de la lengua castellana, y que recibió el título de "Real" y la aprobación del monarca al año siguiente, quien concedió a sus miembros el privilegio de «criados de la Casa Real» —esto hizo que "políticos, militares y cortesanos ocuparan la mayoría de las plazas"—. El proyecto más ambicioso que logró sacar adelante la Academia fue el Diccionario de Autoridades, cuyo primer volumen apareció en 1726 y el último en 1739. El diccionario se completó con la publicación en 1742 de un tratado de Ortografía, aunque muchos hombres de letras "no estaban conformes con las reglas dictadas... [y] siguieron durante muchos años su propia ortografía". "Pero, en este campo, la Academia fue inflexible, y un académico de la Historia, como Cerdá Rico, no fue aceptado en la de la Lengua por no seguir la ortografía impuesta por la docta institución". La Gramática tendría que esperar al reinado de Carlos III para ser publicada (1771).

Escudo de armas de la Real Academia de la Historia.

La labor de la Real Academia Española, siguiendo el modelo de la Academia Francesa, estuvo dirigida a hacer realidad el uniformismo lingüístico que se correspondiera con el nuevo estado centralizado borbónico surgido de los Decretos de Nueva Planta. De la misma forma que se había dotado de unas leyes comunes, que eran las de Castilla —con la excepción del reino de Navarra y las Vascongadas—, debía utilizar una única lengua, que sería el castellano convertido a partir de entonces en la lengua española. "La comunidad política en torno al rey, la patria que se imponía a las otras patrias y era la única que merecía tal nombre vista desde la corte, debía tener una sola lengua y esa lengua cultivarse con esmero para mayor gloria de la patria, en singular, que se identificaba con el estado dinástico". Era un programa político-cultural ampliamente respaldado por los primeros ilustrados y por los burócratas reformistas. Benito Feijoo en el tomo tercero de Teatro Crítico, publicado en 1728, abominaba de «esta peste que llaman paisanismo», el amor a la patria particular, que «es un incentivo de guerras civiles y de revueltas contra el soberano». Se trataba, pues, de un modelo uniformista —unas mismas leyes, un único reino, una sola lengua— completamente opuesto al de la monarquía compuesta defendida por los austracistas que admitía diversas "patrias" o comunidades políticas con sus respectivos derechos y libertades.
El tercer pilar de la "nueva planta académica" fue la Real Academia de la Historia, nacida oficialmente en 1738 y cuyos miembros recibieron también el privilegio de «criados de la casa real». Su origen, como el de la Real Academia Española, fue una tertulia privada surgida hacia 1735 que se reunía en casa del abogado Julián de Hermosilla, en la que no se trataban únicamente cuestiones de historia, por lo que inicialmente se llamó Academia Universal, pero que pronto se orientó exclusivamente a la historia y geografía de España. Una parte de sus miembros pretendía depurar "la historia de España de invenciones basadas en leyendas y cronicones falsos", aunque este trabajo crítico debía ser compatible con la historia sagrada. El primer apoyo oficial, concretamente del confesor del rey, lo recibió al año siguiente cuando la academia se reunió en la Real Biblioteca. Sin embargo, las primeras actividades historiográficas de la Academia fueron poco afortunadas, como la publicación de la España Primitiva de Francisco Xavier de la Huerta y Vega que estaba basada en un falso cronicón del siglo XVII, lo que fue denunciado por el bibliotecario real el ilustrado valenciano Gregorio Mayáns que recibió presiones de las Academias de la Historia y de la Lengua para que cambiara su criterio, pero a pesar de ello la obra finalmente se publicó.
La contribución de la Real Academia de la Historia al modelo cultural uniformista borbónico fue aún mayor si cabe que el de la Real Academia Española, ya que su objetivo, fue crear un "nacionalismo dinástico a la manera francesa, uniforme y centralista en torno a la corte del monarca absoluto", lo que "no dejaba espacio a ningún otro tipo de nacionalismo y como tal logró imponerse con relativo éxito en la antigua Corona de Aragón", aunque las visiones alternativas igualmente españolas y de raíz austracista no desaparecieron, como lo demostró la fundación en 1729, sin apoyo oficial, de la Academia de Buenas Letras de Barcelona, heredera de la austracista Academia de los Desconfiados de principios de siglo. El reconocimiento real no se produciría hasta el reinado de Fernando VI.

### La política exterior después de Utrecht-Rastatt (1714-1746)

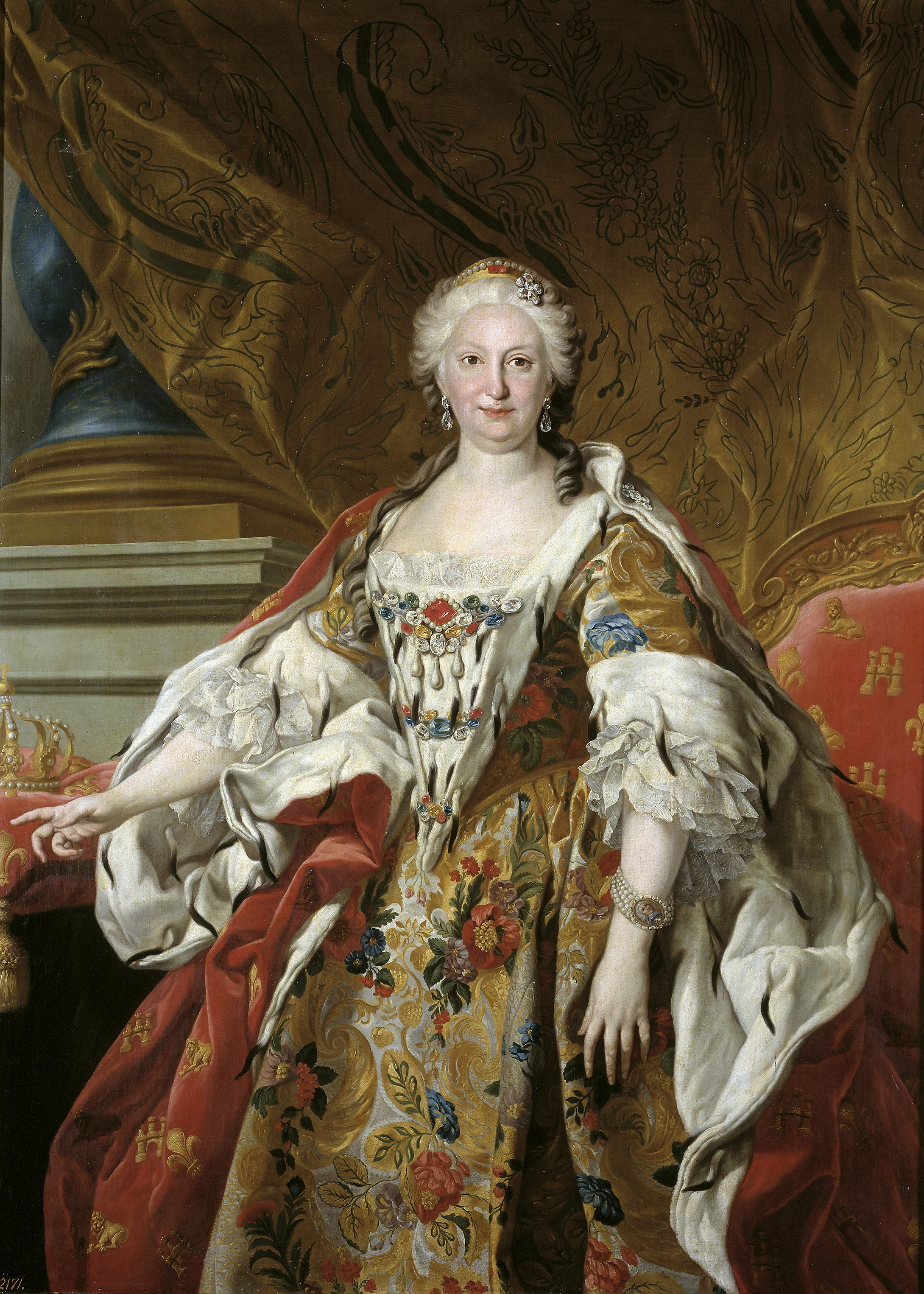
Retrato de Isabel de Farnesio, por Louis-Michel van Loo (c. 1739). Óleo sobre lienzo, 150 x 110 cm, Museo del Prado (Madrid).

Tras la firma de los Tratados de Utrecht-Rastatt, Felipe V, su segunda esposa Isabel de Farnesio y el ministro Julio Alberoni pusieron en práctica una política exterior agresiva respecto a Italia que pretendía "revisar" lo acordado en Utrecht —intentando recuperar los Estados italianos que formaban parte de la Monarquía Católica antes de 1700— y asegurar el trono de los ducados de Parma, de Piacenza y de Toscana para el recién nacido infante don Carlos. Así en julio de 1717 tuvo lugar la conquista española de Cerdeña y en el verano del año siguiente una nueva expedición mucho mayor conquistó el reino de Sicilia.

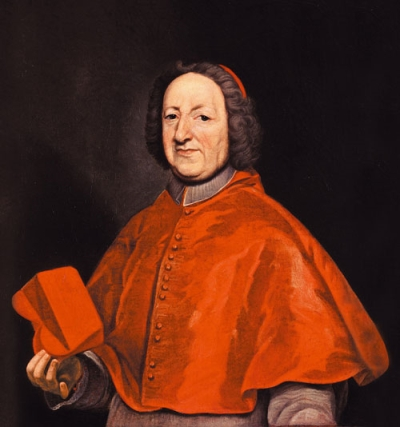
Giulio Alberoni, ministro de Felipe V.

Estas conquistas provocaron la Guerra de la Cuádruple Alianza en la que Felipe V salió derrotado por las cuatro potencias garantes del statu quo surgido de la Paz de Utrecht: el Reino de Gran Bretaña, el reino de Francia, el Imperio Austríaco y las Provincias Unidas. Felipe V, que se deshizo de su ministro Giulio Alberoni, se vio obligado a firmar en La Haya en febrero de 1720 la retirada de las tropas de Cerdeña y de Sicilia, la renuncia a cualquier derecho sobre los antiguos Países Bajos españoles, ahora bajo soberanía del emperador Carlos VI, y a reiterar su renuncia a la Corona de Francia. Lo único que obtuvo Felipe V a cambio fue la promesa de que la sucesión al ducado de Parma, el ducado de Piacenza y el ducado de Toscana recaería en el infante Carlos, el primer hijo que había tenido con Isabel de Farnesio.
Para concretar los acuerdos del Tratado de La Haya se reunió el Congreso de Cambrai (1721-1724) que supuso un nuevo fracaso para Felipe V porque no alcanzó su gran objetivo —que los ducados de Parma y de Toscana pasaran a su hijo Carlos— y tampoco que Gibraltar volviera a soberanía española, porque Felipe V rechazó la oferta británica de intercambiarlo por una parte de Santo Domingo o de Florida. Tampoco el acercamiento que había iniciado con la Monarquía de Francia fructificó porque finalmente ésta dio marcha atrás en el matrimonio concertado entre el futuro Luis XV y la hija de Felipe V e Isabel de Farnesio, la infanta Mariana Victoria de Borbón. Sin embargo, sí se celebró el matrimonio concertado entre el Príncipe de Asturias Luis y Luisa Isabel de Orleans, hija del duque de Orleans regente de Francia hasta la mayoría de edad de Luis XV.

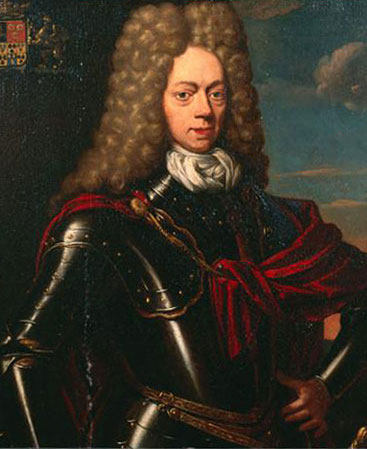
Johan Willem Ripperdá, Barón y Duque de Ripperdá.

Cuando ya era evidente que el Congreso de Cambrai iba a suponer un nuevo fracaso de la política dinástica de Felipe V, Johan Willem Ripperdá, un noble neerlandés que había llegado a Madrid en 1715 como embajador extraordinario de las Provincias Unidas y que tras abjurar del protestantismo se había puesto al servicio del monarca ganándose su confianza, convenció al rey y a la reina para que lo enviaran a Viena, comprometiéndose a alcanzar un acuerdo con el emperador Carlos VI que pusiera fin a la rivalidad entre ambos por la Corona de España y que permitiera que el príncipe Carlos pudiera llegar a ser el nuevo duque de Parma, de Piacenza y de Toscana. En última instancia lo que pretendía Ripperdá era desarticular la Cuádruple Alianza mediante una aproximación entre Felipe V y Carlos VI.
En la corte de Viena el acercamiento a Felipe V fue visto con cautela dada la crítica situación por la que atravesaba, que en enero de 1724 había abdicado en su hijo Luis I y al morir este a los pocos meses había recuperado el trono gracias a la intervención de la reina Isabel de Farnesio. El embajador imperial en Madrid, Dominik von Königsegg-Rothenfels, informó a Viena de la «imbecilidad del rey que de cuando en cuando le incapacita para el gobierno». El desequilibrio mental de Felipe V —que algunos autores han relacionado con un trastorno bipolar— iba acompañado de una casi patológica obsesión religiosa por la salvación que creía que solo podía alcanzar en un ambiente de total tranquilidad.
Durante el año que estuvo en Viena Ripperdá alcanzó cuatro acuerdos, dos de ellos secretos, que se conocen como el Tratado de Viena de 1725. En ellos se puso fin definitivamente a la Guerra de Sucesión Española al renunciar el emperador Carlos VI a sus derechos a la Corona de España y reconocer como rey de España y de las Indias a Felipe V, y a cambio este reconocía al emperador la soberanía sobre las posesiones de Italia y de los Países Bajos que habían correspondido a la Monarquía Hispánica. Además Felipe V otorgaba la amnistía a los austracistas y les reconocían los títulos que les hubiera otorgado el Archiduque Carlos III y concedía a la Compañía de Ostende importantes ventajas comerciales y a cambio Viena ofrecía su apoyo a Felipe V para que recuperara Gibraltar y Menorca. En cuanto a los derechos sobre los ducados de Parma, Piacenza y Toscana, Ripperdá consiguió que Carlos VI aceptara que pasarían al infante Carlos, al extinguirse la rama masculina de los Farnesio, aunque nunca podrían integrarse en la Monarquía de España.

Coaliciones en Europa entre 1725 y 1730. Los firmantes del Tratado de Viena de abril de 1725 en azul y los firmantes del Tratado de Hannover de septiembre de 1725 en rojo. Prusia, en marrón, al principio se unió a la Alianza de Hanover, pero después cambió de bando tras el Tratado de Berlín de diciembre de 1728.

Cuando los reyes de España tuvieron conocimiento de que las monarquías de Gran Bretaña y de Francia se oponían a lo acordado en Viena —el 3 de septiembre habían firmado junto con el reino de Prusia el Tratado de Hannover— destituyeron a Ripperdá y lo encarcelaron en mayo de 1726 —aunque logró escaparse y huyó de España—, aunque parece que el hecho decisivo en su destitución fue que el emperador no diera finalmente su consentimiento al matrimonio de sus dos hijas con los infantes españoles Carlos y Felipe y que tampoco estuviera dispuesto a entrar en guerra con Gran Bretaña por apoyar a Felipe V para que recuperara Gibraltar o Menorca.
Gran Bretaña desplegó su flota por el Mediterráneo y el Atlántico, capturando barcos españoles sin que hubiera habido una declaración de guerra. Como las reclamaciones ante el gobierno de Londres por los apresamientos por barcos británicos a los que la corte de Madrid consideraba piratas no surtieron ningún efecto, el nuevo grupo de consejeros que había sustituido a Ripperdà apoyaron la decisión de Felipe V de conquistar Gibraltar. Así en enero de 1727 el embajador español ante la corte de Jorge I presentó un escrito en que consideraba sin valor el artículo 10 del Tratado de Utrecht por el que se cedía Gibraltar alegando los incumplimientos del mismo por parte de Gran Bretaña —había ocupado tierras en el istmo, no había garantizado el mantenimiento del catolicismo y había permitido la presencia de judíos y musulmanes—. El asunto fue llevado al parlamento por el primer ministro Robert Walpole y allí se comprometió a que nunca se entregaría Gibraltar sin el consentimiento expreso del mismo. La votación final celebrada el 17 de enero de 1727 en la que el parlamento ratificó la soberanía británica sobre Gibraltar supuso la declaración de guerra a la Monarquía de España.

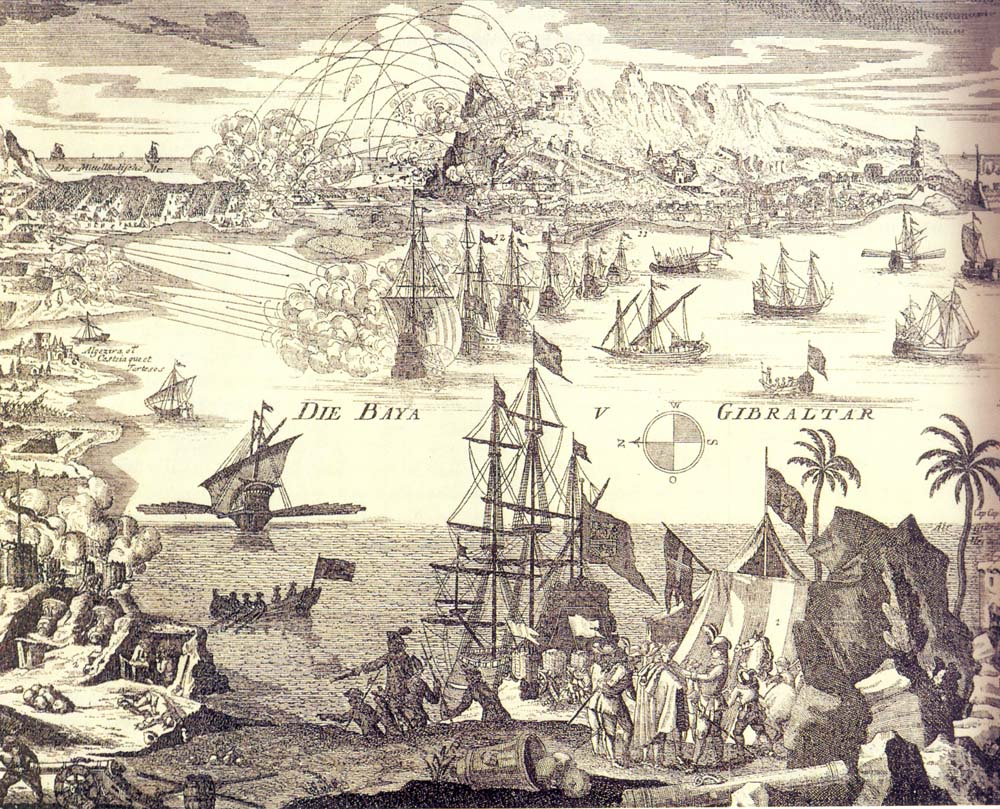
Grabado de la época sobre el asedio a Gibraltar de 1727.

El segundo sitio a Gibraltar —el primero tuvo lugar en 1705— no tuvo éxito debido a la superioridad de la flota británica que defendía el Peñón, que impidió que la infantería pudiera lanzarse al asalto después de que la artillería hubiera bombardeado las fortificaciones británicas. En junio de 1727 se llegó a un armisticio pero hasta marzo de 1728 Felipe V —presionado por el rey de Francia, el emperador y el papa para que pusiera fin al conflicto con Gran Bretaña y al que prometieron celebrar el Congreso de Soissons— no volvió a reconocer la validez del artículo 10 del Tratado de Utrecht en el llamado Tratado de El Pardo, en un momento de agravamiento de su enfermedad mental.
El Congreso de Soissons no dio ningún resultado, pero sí lo tuvieron las negociaciones a "tres bandas" entre las Monarquías de España, Gran Bretaña y Francia, que culminaron con la firma del Tratado de Sevilla del 9 de noviembre de 1729. En ese tratado Felipe V obtuvo por fin lo que venían anhelando él y su esposa Isabel de Farnesio desde 1715, que su hijo primogénito el infante Carlos ocupara el trono del ducado de Parma y del ducado de Toscana —lo que fue reconocido también por el emperador en otro tratado firmado después—. "Lo que resulta llamativo es que en agosto de 1731 una flota británica llegó a Cádiz para acompañar a don Carlos a su destino". La flota española que llevó a don Carlos a Nápoles fue empleada poco después, en junio de 1732, en la reconquista de Orán, plaza del norte de África que se había perdido en 1708.

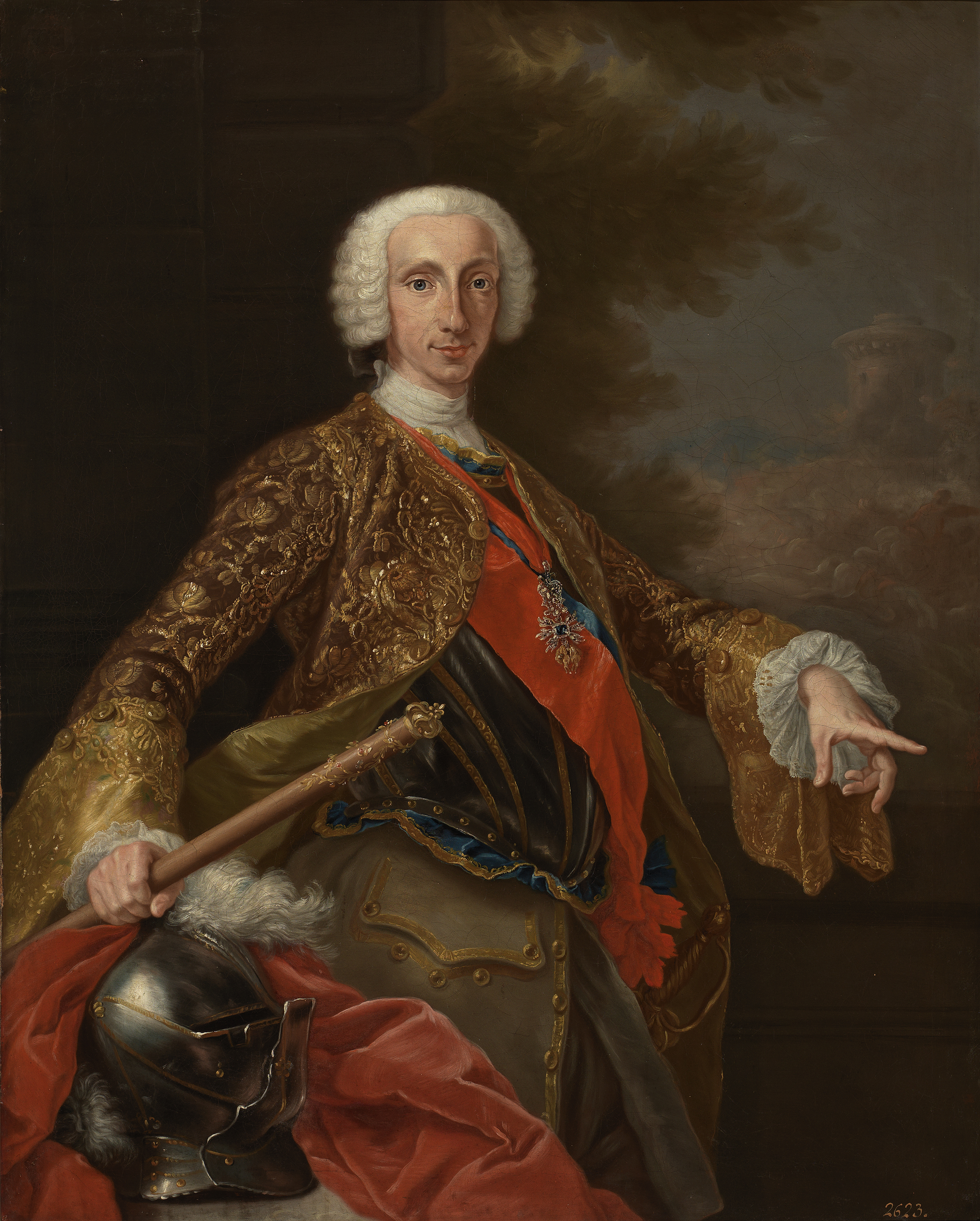
Cuadro de Carlos VII de Nápoles, coronado rey como consecuencia de la batalla de Bitonto, cuadro pintado por Giuseppe Bonito. Museo del Prado (Madrid).

El fracaso de la alianza con el Imperio Austríaco y la firma del Tratado de Sevilla propiciaron el acercamiento a la Monarquía de Francia que culminó con la firma del llamado Primer Pacto de Familia el 7 de noviembre de 1733 por los representantes de Felipe V de Borbón y Luis XV de Borbón. El motivo inmediato fue el estallido el mes anterior de la Guerra de Sucesión de Polonia, en la que la Monarquía de Francia apoyaba al nuevo rey polaco Estanislao I Leszczynski, casado con una hija de Luis XV, mientras que los imperios austríaco y ruso apoyaban a Augusto III de Sajonia en sus aspiraciones al trono de Polonia. La intervención española en la guerra se centró en Italia y un ejército español desembarcado en el ducado de Parma, al frente del cual se puso el infante don Carlos, conquistó el reino de Nápoles, que desde Utrecht estaba bajo soberanía austríaca, y allí fue proclamado como nuevo rey con el título de Carlos VII de Nápoles. Poco después era ocupada la isla de Sicilia, austríaca desde 1718, que quedó bajo la soberanía del nuevo rey borbón, y los austracistas que vivían en los dos reinos engrosaron el exilio austracista de Viena. Zenón de Somodevilla, organizador de las fuerzas navales que apoyaron el ataque terrestre recibió el título de marqués de la Ensenada.
La Guerra de Sucesión polaca terminó con la firma del Tratado de Viena de noviembre de 1738 entre el rey de Francia y el emperador austríaco, al que Felipe V se incorporó en abril del año siguiente. Según los términos del tratado Augusto III era el nuevo rey de Polonia, mientras que, entre otros acuerdos, se reconocía al infante Carlos de Borbón como rey de Nápoles y de Sicilia, aunque el ducado de Toscana pasaba al duque de Lorena, ya que el ducado de Lorena había pasado al defenestrado Estanislao I, y el ducado de Parma al emperador.
La paz alcanzada en 1738 duró muy poco porque en los dos años siguientes la Monarquía borbónica se vio envuelta en dos nuevas guerras que se desarrollaron simultáneamente. En octubre de 1739 el rey Jorge II de Gran Bretaña le declaraba la guerra a Felipe V a causa de los conflictos surgidos entre barcos mercantes británicos con barcos de guerra españoles en el Caribe y los derivados de la delimitación de las fronteras de los dos imperios coloniales en esa área. En España fue conocida como la Guerra del Asiento por el abuso que había hecho Gran Bretaña de las cláusulas del Tratado de Utrecht referentes al navío de permiso y al asiento de negros. En Gran Bretaña en cambio fue conocida como la "Guerra de la Oreja de Jenkins" porque el pretexto británico para la declaración de guerra había sido la humillación sufrida en 1731 por el capitán inglés Robert Jenkins que había sido apresado por un barco de guerra español y al protestar le habían cortado la oreja y le habían dicho entre burlas que presentara su reclamación ante el parlamento británico, cosa que finalmente había hecho en 1739.
La segunda guerra, que se solapó con la primera, fue la Guerra de Sucesión Austríaca provocada por el conflicto surgido tras la muerte de Carlos VI del Sacro Imperio Romano Germánico —el Archiduque Carlos de la Guerra de Sucesión Española— en octubre de 1740 porque algunos estados europeos encabezados por la Monarquía de Francia y por el reino de Prusia se negaron a reconocer como sucesora a su hija María Teresa I de Austria, y apoyaron los derechos de Carlos Alberto de Baviera casado con una hija del emperador anterior a Carlos VI, su hermano mayor José I de Austria. El principal apoyo que encontrará María Teresa será Gran Bretaña, además de Saboya/Cerdeña. El rey francés Luis XV, por su parte, buscará el apoyo de Felipe V, lo que en octubre de 1743 dio nacimiento al Segundo Pacto de Familia. En el mismo Luis XV, a cambio de la participación española en la guerra de sucesión austríaca, se comprometió a apoyar a la Monarquía de España en su guerra particular con Gran Bretaña, por lo que le declaró la guerra en febrero de 1744.
Felipe V murió en 1746 en plena guerra y su sucesor Fernando VI, ayudado por el Marqués de la Ensenada, entabló negociaciones de paz que culminaron en el Tratado de Aquisgrán. Los términos del tratado que puso fin a la guerra de sucesión austríaca fueron acordados fundamentalmente por los representantes de Jorge II de Gran Bretaña y Luis XV de Francia, y los mismos se incluyó la vieja aspiración de Felipe V y de su segunda esposa, Isabel de Farnesio: el infante don Carlos fue confirmado como soberano de los reinos de Nápoles y Sicilia, mientras que su hermano menor, Felipe de Borbón, obtenía por fin los ducados de Parma y de Plasencia. Además se ponía fin a la "Guerra del Asiento" a cambio de la prórroga por cinco años del asiento de negros acordado en el Tratado de Utrecht.

## Los problemas económicos, sociales y culturales

### El moderado crecimiento de la población

Distribución de la población de España por provincias actuales según el censo de Floridablanca (1787).

La población española en el siglo XVIII pasó de unos 8 millones en 1700 a 11,5 en 1797 (año del censo de Godoy). Este moderado aumento de la población (una media del 0,4% anual) siguió el llamado "modelo demográfico de tipo antiguo" en el que tanto la natalidad y la mortalidad eran elevadas. La clave del crecimiento estribó en que la mortalidad, aunque siguió siendo muy alta (un 38 por mil) disminuyó por debajo de la natalidad (un 40/42 por mil) debido a la menor incidencia de las muertes catastróficas como resultado de la desaparición de la peste, aunque otras enfermedades epidémicas continuaron, como la viruela, la fiebre amarilla, el tifus, etc. También las crisis de subsistencias y las hambrunas retrocedieron, aunque no desaparecieron, gracias a "la extensión de la superficie cultivada, la mejora en los cultivos, la aclimatación de otros nuevos —maíz— que pasan a integrar la dieta diaria allí donde se dan, la importación de grano, la mejora de las comunicaciones y la construcción y perfeccionamiento de silos donde poder almacenar el cereal en previsión de malas cosechas". Por último también contribuyeron a la leve caída de la mortalidad los progresos de la medicina y de la higiene, aunque muy limitados.
Sin embargo, el balance final de los avances demográficos logrados en el siglo XVIII en cuanto a la mortalidad fue pobre pues la mortalidad infantil todavía afectaba al 25 % de los nacidos en el primer año de vida y la esperanza de vida solo aumentó dos años respecto al siglo anterior, pasando de 25 a 27 años. Así a lo largo del siglo XVIII se constatan cuatro momentos de crisis demográficas importantes: la de 1706-1710, en plena Guerra de Sucesión Española, en la que coincidieron los efectos de la guerra, del hambre y de la epidemia; la de 1762-1765, al principio del reinado de Carlos III, en la que la hambruna afectó sobre todo a la España interior; la de los años 80 en que la viruela y el paludismo, denominadas en la época "fiebres tercianas", afectaron a un millón de personas, causando la muerte a cerca de 100.000; y la de 1798-99 provocada por una «casi general» epidemia de «tercianas y fiebres pútridas» que afectó sobre todo a Cataluña, a Aragón y a las dos Castillas.

### El atraso relativo de la agricultura
La agricultura continuaba siendo la principal actividad económica —la población rural integrada por labradores y por quienes simultaneaban otras actividades con el cultivo de la tierra suponía cerca del 90% del total—. En el siglo XVIII la agricultura experimentó un cierto crecimiento gracias a la introducción de algunas mejoras de tipo técnico o a la introducción de nuevos cultivos, como el maíz o la patata, pero sobre todo se basó en la ampliación de la superficie cultivada, lo que supuso poner en cultivo tierras marginales con rendimientos decrecientes, y no en la introducción de mejoras técnicas que incrementasen los rendimientos medios por unidad de superficie sembrada —de hecho a lo largo del setecientos no aumentaron—. Por eso a la larga la producción tendió a disminuir frente a una población que seguía aumentando lo que provocó carestías y crisis de subsistencias. Solo en algunas "provincias", como Valencia y Cataluña, se produjeron notables ensayos de renovación agrícola, ligados sobre todo al desarrollo de los cultivos arbustivos como la vid. Asimismo en Galicia y en el Cantábrico la introducción del maíz, primero, y de la patata, después, supusieron un aumento de la productividad agraria.
Las razones del atraso agrario fueron denunciadas por muchos ilustrados pero los gobiernos reformistas no se atrevieron a poner en práctica las medidas necesarias para corregirlas porque habrían supuesto poner en cuestión el propio Antiguo Régimen —la larga discusión sobre la "Ley Agraria" que duró más de veinte años y que no se concretó finalmente en ninguna medida legislativa, es buena prueba de ello—.

Cultivar la tierra dista mucho todavía de la perfección a que puede ser tan fácilmente conducida. ¿Qué nación hay que, para afrenta de su sabiduría y opulencia, y en medio de lo que han adelantado las artes de lujo y de placer, no presente muchos testimonios del atraso de una profesión tan esencial y necesaria? ¿Qué nación hay en que no se vean muchos terrenos o del todo incultos o muy imperfectamente cultivados; muchos que por falta de riego, de desagüe o de desmonte, estén condenados a perpetua esterilidad; muchos perdidos para el fruto a que los llama la Naturaleza y destinados a dañosas o inútiles producciones, con desperdicio del tiempo y del trabajo? ¿Qué nación hay que no tenga mucho que mejorar en los instrumentos, mucho que adelantar en los métodos, mucho que corregir en las labores y operaciones rústicas de su cultiva?. En una palabra: ¿Qué nación hay que la primera de las artes no sea la más atrasada de todas?". G. M. Jovellanos, Informe del Expediente de Ley Agraria, 1794

Las razones principales que explicarían el "bloqueo agrario" español fueron las siguientes:
- que buena parte de las tierras cultivadas estuvieran "vinculadas" —mayorazgos de la nobleza— o "amortizadas" por las "manos muertas" —fundamentalmente las instituciones eclesiásticas y los ayuntamientos— las situaba fuera del mercado de la tierra y de esa forma personas emprendedoras, que las hubieran comprado para obtener de ellas más rendimientos, no podían hacerlo, y las tierras que sí que estaban a la venta —al no estar ni "vinculadas" ni "amortizadas"— tenían, por esa misma causa, un precio excesivamente alto.[52]
- que las rentas que producía la actividad agraria no se reinvertían en el campo sino que estaban destinadas en su mayoría a sufragar los enormes gastos de la nobleza y el clero, gracias a que estos dos estamentos privilegiados eran los que detentaban la "propiedad" de alrededor del 60% de las tierras, y gracias a otros mecanismos de apropiación del excedente agrario, como los diezmos en el caso de la Iglesia o los "derechos jurisdiccionales" en el caso de la nobleza.[52][53]
- que el excedente agrario que quedaba en manos del cultivador directo era escaso lo que impedía que este introdujera mejoras que pudieran aumentar los rendimientos. Esto era especialmente evidente en el caso, muy extendido, de los arrendamientos a corto plazo, ya que cada renovación —cada seis años, generalmente— suponía, casi invariablemente, el aumento de la renta que se debía pagar al propietario. Solo los arrendamientos a largo plazo incentivarían al cultivador directo a innovar.[54]

En cuanto a la ganadería, la trashumante vivió una etapa de relativa bonanza, aunque comenzó su declive a partir de los años 70 del siglo, debido a factores económicos —la elevación del precio de los pastos y de los salarios mientras el precio de la lana se mantuvo estable— y políticos —el recorte de los privilegios de la Mesta en beneficio de los agricultores, permitiendo la roturación de pastos, dehesas y cañadas—.

### El limitado desarrollo de la manufactura: los gremios
La preocupación por el fomento de la manufactura, de la "industria", fue una constante entre los gobiernos reformistas y entre los ilustrados, pero desde una óptica esencialmente mercantilista ya que el objetivo que se perseguía era evitar la salida de numerario al exterior mediante la fabricación dentro del país de los productos importados de fuera. Por esta razón la política reformista se centró en las medidas proteccionistas de sectores básicos —reserva al hierro de Vascongadas de la exclusiva para ser llevado a América; preferencia por los navíos de fabricación española para navegar a América— y en el fomento de las Reales Fábricas, creadas con el patrocinio del Estado con el doble objetivo de sustituir las importaciones de manufacturas extranjeras y de aplicar conocimientos tecnológicos de los que el país era deficitario, ejemplo de todo ello entre otros, es la fundación en 1746 del Real Sitio de San Fernando, como manufactura textil, que implica la construcción de una fábrica de paños, una nueva población para sus operarios y la ordenación racional de su territorio circundante, conforme a las necesidades de la fábrica y la nueva población, que se pretendía "modelo" según los cánones ilustrados. Sin embargo, a finales de siglo la mayoría de estos establecimientos solo se mantenían por razones de prestigio y no por criterios económicos ya que sus costes de producción eran muy elevados debido a que seguían trabajando con las técnicas tradicionales. Muchas de ellas solo sobrevivían gracias a los subsidios de la Real Hacienda.
Según el historiador Roberto Fernández, "muchas de estas [reales] fábricas nacieron al calor de las necesidades estatales. Algunas lo fueron por imperativas militares. Tal es el caso de la construcción naval en los tres grandes arsenales (El Ferrol, Cádiz y Cartagena) o de las fábricas siderúrgicas de Liérganes y La Cavada dedicadas a proveer de material bélico a las fuerzas armadas. Otras surgieron pensando en obtener recursos para la hacienda pública. De este cariz fueron la fábrica de tabacos de Sevilla o la de naipes de Málaga y Madrid. En ocasiones se intentó hacer frente a la demanda de artículos de lujo generada por las clases adineradas sin tener que depender del extranjero. Así, aparecieron las instalaciones fabriles de tapices en Santa Bárbara, de cristales en San Ildefonso o de porcelanas en el Buen Retiro. Por último, también desde el Estado se pensó en cubrir las necesidades textiles de artículos de consumo popular instalando fábricas de lana (San Fernando de Henares, Brihuega, Guadalajara), de seda (Talavera de la Reina), de lencería (San Ildefonso y León) o de algodón (Ávila)".
Sin embargo, la mayor parte de la producción manufacturera era realizada por talleres artesanales agrupados en gremios que, aunque fueron objeto de crítica porque dificultaban la introducción de innovaciones tecnológicas que aumentaran la productividad, mantuvieron el monopolio de su sector de actividad en las ciudades —que constituían su limitado mercado— y sus privilegios no fueron apenas alterados por los gobiernos reformistas, ya que su política en este campo se mantuvo entre los "entusiastas defensores" de los gremios, como Capmany o Francisco Romá y Rosell, y los "implacables detractores", como Jovellanos. Es decir optaron por mantener los gremios dadas sus ventajas en el mantenimiento del buen orden social y político, pero al mismo tiempo, siguiendo a los "acérrimos reformistas" como Campomanes y Cabarrús, intentaron acabar con su anquilosamiento para que su producción dejara de ser escasa, cara y de mala calidad y se abriera a las innovaciones tecnológicas. Así valoraba Campomanes en su famoso Discurso sobre el fomento de la industria popular la labor de los gremios:

En los gremios de artesanos hay poquísima enseñanza. Falta dibujo en los aprendices, escuela pública en cada oficio y premios a los que adelanten o mejoren la profesión. Todo es tradicionario y de poco primor en los oficios, por lo común. (...)

El fomento de las artes [oficios] es incompatible con la subsistencia imperfecta de gremios: ellas hacen estanco [impiden el libre acceso] de los oficios, y a título de ser únicas y privativas, no se toman la fatiga de esmerarse en las artes, porque saben bien, que el público los ha de buscar necesariamente, y no se para en discernir sus obras.
Los que tienen afición a tales oficios, no los pueden ejercitar privadamente sin sujetarse al gremio; y eso retrae a muchos, que en las casas trabajarían acaso mejor; y esta concurrencia abarataría la maniobra, y estimularía a su perfección

"En síntesis, [los ilustrados] presentaban dos tipos de objeciones [a los gremios]. Una se refería a la organización interna de los gremios. La principal era la falta de agilidad y movilidad de unas corporaciones que se habían ido fosilizando hasta encontrarse monopolizadas en sus cargos directivos por una minoría de maestros. La falta de fluidez y de ascenso socioprofesional eran evidentes para sus detractores. Otros inconvenientes se referían a las consecuencias que para la economía y el Estado tenían las vigentes agrupaciones artesanales. La existencia de privilegios y monopolios gremiales terminaba suponiendo un evidente atasco de la producción, así como un seguro perjuicio para unos consumidores cada vez más numerosos. Los gremios estaban ajenos al nuevo concepto triunfante de la moda y, además, eran un obstáculo para la libertad de fabricación... Frente a estas críticas se levantaron algunas voces de indudable talla como las de Francisco Romá y Rosell y, sobre todo, la de Antonio de Capmany. En esencia, el pensador catalán creía que si bien era cierto que los precios gremiales eran menos competitivos, no menos real era que las corporaciones habían sabido prevenir la decadencia de las artes y del futuro social de los trabajadores manuales. Las virtudes de la libertad de fabricación estaban por ver y sus primeros síntomas en Barcelona [donde ya funcionaban algunas fábricas mecanizadas] apuntaban hacia la proletarización y desintegración de la comunidad artesanal".
Solo en Cataluña surgió una industria moderna en el sector algodonero. Burgueses emprendedores, que habían hecho fortuna en el sector del aguardiente o en el del tejido de indianas —en 1784 ya había 72 "fábricas" con más de doce telares cada una en el área Barcelona-Mataró—, comenzaron a importar hacia finales de siglo máquinas de hilar inglesas (jennys, water-frames y, más tarde, mules jennys) que dieron nacimiento a las primeras fábricas propiamente dichas como la de Joan Vilaregut en Martorell, cerca de Barcelona, que hacia 1807 funcionaba con 18 máquinas inglesas movidas por fuerza hidráulica.
Como ha señalado Enrique Giménez, "el caso catalán era una excepción en una realidad manufacturera dominada a fines del Antiguo Régimen, por un mercado raquítico, con un escaso nivel de consumo; por una falta de alicientes a la inversión, que seguía estando atraída por la tierra; y por una general carencia de innovaciones tecnológicas".

### La falta de articulación de un "mercado nacional"
El reducido comercio interior fue debido a la escasa capacidad de compra del campesinado a causa de la limitada renta que le quedaba después de pagar las partes debidas a los señores, a la Iglesia y a la Corona, y el consecuente autoconsumo que practicaba, ya que el propio campesino producía parte de su propia vestimenta y la mayoría de los utensilios de trabajo o del hogar, y lo poco que no era de elaboración propia, lo compraba a los artesanos locales. Los visitantes y viajeros extranjeros dejaron constancia del limitado comercio interior español, como el francés Jean-François de Bourgoing en su Nouveau voyage en Espagne, ou tableau de l'état actuel de cette monarchie, editado en París en 1789:

No se ve apenas otro comercio que el de los vinos y los aceites que, en odres cargados sobre mulas o jumentos, pasan de una provincia a otra; el de los granos, que, valiéndose igualmente de la ayuda exclusiva de las bestias de carga, van a remediar con los sobrantes de una comarca la escasez de otra comarca vecina, y, sobre todo, el de las lanas, que, desde las majadas y lavaderos esparcidas por las dos Castillas, toman la ruta de Bilbao, de Santander y de otros puertos de la costa septentrional. Los materiales necesarios para las fábricas, las mercancías que, desde las fronteras o los puertos, pasan al interior del reino, se transportan casi siempre por los mismos medios lentos, y, por consiguiente, dispendiosos

Existían otros obstáculos para la articulación del "mercado nacional" que fueron objeto de atención de las autoridades, aunque con limitaciones:
- Eliminar las aduanas interiores entre las antiguos reinos, objetivo conseguido desde 1717 con la excepción del reino de Navarra y las provincias exentas vascongadas —el intento de suprimir las aduanas de las Vascongadas, llevándolas al mar, provocó una revuelta popular en agosto de 1718—. Sin embargo, no tuvieron tanto éxito con los peajes interiores —portazgos, pontazgos y barcajes— que siguieron prácticamente inalterados al estar buena parte de ellos en manos de la nobleza titulada.
- Abolición de la tasa del grano (decretada en 1765) con la intención de liberalizar el tráfico de cereales, lo que acabaría provocando una rápida subida de los precios que dieron lugar al "motín de Esquilache". Sin embargo, no fueron abolidas las reglamentaciones tanto estatales como locales que regulaban el comercio y tampoco fueron suprimidos los monopolios fiscales de los estancos del tabaco y de la sal, a pesar de que algunos economistas e ilustrados, como Miguel de Gándara en su Apuntes sobre el bien y el mal de España publicados en 1762, seguían defendiendo la abolición de todas estas trabas que limitaban la "libertad de comercio":

La libertad es el alma del comercio; es el crecimiento de todas las prosperidades del Estado, es el rocío que riega los campos; es el sol benéfico que fertiliza las monarquías; el comercio, en fin, es el riego universal de todo. Su contrario son los estancos, las murallas y tasas. Siempre que hubiera tasas se disminuirían los frutos y las especies de las cosas. Libertad y esperanza hacen laboriosos a los hombres; opresión, tasas y desconfianzas convierten en holgazanes a los más industriosos. Éste es el carácter de la naturaleza humana

- Mejoras en la red viaria: se construyeron unos 1200 kilómetros de "carreteras" de la red radial que tenía Madrid como centro; se iniciaron una serie de "carreteras" interregionales y se emprendió la construcción de más de 700 puentes y de numerosos canales dedicados a estimular la comercialización agraria (Manzanares, Imperial de Aragón, Castilla). Sin embargo, a pesar de los relativos avances que todo este esfuerzo supuso, la red viaria siguió presentando importantes deficiencias.

### Las dificultades del comercio con las Indias
El comercio con el Imperio de América —que constituía la parte fundamental del comercio exterior español— se basaba en el principio del monopolio —las colonias americanas solo podían comerciar con la metrópoli— y en el de la división del trabajo: la metrópoli, España, exportaba productos manufacturados —tejidos, vino y aguardientes,...– y a cambio importaba materias primas —metales, azúcar, tabaco, cacao...—. En eso consistía el "pacto colonial".
Pero la incapacidad de la economía española para ofertar productos manufacturados a precios competitivos y en cantidades suficientes, creó problemas en las colonias, lo que obligó a recurrir de forma creciente al contrabando de productos de otros países, sobre todo de Gran Bretaña. Esta situación se intentó paliar, en primer lugar, con la creación de "compañías privilegiadas" —como la Real Compañía Guipuzcoana de Caracas, para Venezuela— para incluir en el comercio a las regiones americanas marginales y a Filipinas; y sobre todo con el decreto de 1778 que puso fin al monopolio de Cádiz —que había sustituido a Sevilla en 1717— para el comercio con América al permitir que otros puertos españoles —Barcelona, Málaga, Alicante, Cartagena, Sevilla, Gijón, La Coruña, Palma de Mallorca, Tortosa, Almería y Santa Cruz de Tenerife— pudieran comerciar directamente con "Las Indias" —aunque Cádiz siguió controlando los 2/3 del comercio colonial—.
Sin embargo, el Decreto de 1778 tuvo unos efectos limitados pues los nuevos puertos autorizados siguieron siendo en buena medida, como Cádiz, meros centros reexportadores de manufacturas producidas en otros países europeos, que a cambio importaban las materias primas americanas y plata. De ahí que la balanza comercial con Europa fuera claramente deficitaria (se importaba más de lo que se exportaba, y se equilibraba con la salida de numerario), y que además las transacciones mercantiles estuvieran dominadas por casas comerciales extranjeras instaladas en los puertos mediterráneos y atlánticos, interesadas sobre todo en el comercio con América.

### La pervivencia de los privilegios y de los valores de la nobleza
Los gobiernos borbónicos nunca pusieron en cuestión los privilegios nobiliarios y la nobleza no sufrió merma alguna. Más bien al contrario, el número de títulos nobiliarios aumentó, política que los Borbones realizaron con objeto de premiar a los súbditos que destacaban en su servicio a la Corona y que además proporcionaba unos buenos ingresos a la Hacienda por cada título otorgado. Así a lo largo del siglo la nobleza titulada creció en 878 miembros alcanzando una cifra total de 1.323 hacia el año 1800. La mitad de los nuevos títulos fueron concedidos durante el reinado de Felipe V, que premió así a los que le habían apoyado durante la Guerra de Sucesión Española.
Sin embargo, el número de nobles a lo largo del siglo XVIII disminuyó porque los gobiernos borbónicos, sobre todo durante la segunda mitad de la centuria, expurgaron a la nobleza de las decenas de miles de hidalgos que vivían en precarias condiciones económicas muy alejadas de las que supuestamente demandaba su alto rango social, hidalgos que además estaban socialmente muy desprestigiados. Como señaló el ilustrado Campomanes eran personas que no reunían los dos principios de la nobleza, «antigüedad de linaje» y «posesión de bienes». Así se pasó de 722.764 nobles en 1768 —que suponían el 7,2% de la población— a 402.059 en 1797, el 3,8 %, gracias a la exigencia de pruebas más seguras y fehacientes a quienes decían tener la condición de hidalgo.
La política respecto de la nobleza de los gobiernos más ilustrados de la segunda mitad del siglo se centró en su reforma para situarla a la altura de los tiempos y adecuarla a los cambios económicos y de mentalidad que se estaban produciendo, con la finalidad de crear una nobleza moderna capaz de participar en la mejora de la economía y de liderar la sociedad mediante la ejemplificación de unas "virtudes nobiliarias". Para ello los gobiernos abrieron la nobleza a quienes lo merecieran y pudieran renovarla, como ciertos hombres ricos o personajes de reconocida valía intelectual o política. El ilustrado Cabarrús alentaba a la nobleza a que acudiera a sus propiedades con frecuencia —el tiempo que les dejara libre el servicio cortesano— porque así vivifican «las provincias con su presencia, sus consumos y sus beneficios» y llevan «consigo los conocimientos de economía rural y las artes de la civilización... Allí, sean lo que fueren sus títulos, los revalidarán el respeto y la gratitud». En este sentido cabe recordar las medidas tendentes a hacer compatible el trabajo con la nobleza, especialmente la Real Cédula de 18 de marzo de 1783 declarando honestas las profesiones y el comercio.
La nobleza en general, pero sobre todo la más apegada a sus privilegios y valores tradicionales, fue objeto de críticas y de sátiras por parte de los ilustrados, como José Cadalso que escribió lo siguiente en sus Cartas Marruecas:

Instando a mi amigo cristiano a que me explicase qué es nobleza hereditaria, después de decirme mil cosas que yo no entendí, mostrándome estampas, que parecieron de mágica, y figuras que tuve por capricho de algún pintor demente, y después de reirse conmigo de muchas cosas que decía ser muy respetables en el mundo, concluyó con estas voces, interrumpidas con otras tantas carcajadas de risa: Nobleza hereditaria es la vanidad que fundo en que ochocientos años antes de mi nacimiento muriese uno que se llamó como yo me llamo, y fue hombre de provecho, aunque yo sea un inútil para todo

El problema último estribaba en que a lo largo del siglo XVIII gracias a la extensión de las ideas ilustradas se concediendo más valor al "mérito" que al "linaje" a la hora de determinar la posición de cada grupo en la jerarquía social. Así en el periódico El Censor podía leerse:

Quien hace una nación opulenta, ilustre y respetable no son sus hidalgos, sino sus hábiles y activos comerciantes y artistas, y sus grandes literatos. Un noble sin mérito es como un magnífico sepulcro. Tiene los mismos títulos y armas: y por dentro está o hueco, ó lleno de hediondez

### La regeneración del clero
Debido a su poder económico, político y espiritual, el clero y los que estaban a su servicio que se encontraban a caballo entre el estado laico y el eclesiástico —sacristanes, acólitos, donados, sirvientes, "familiares" de la Inquisición, etc.— constituían un "Estado" dentro de otro Estado. A mediados del siglo XVIII había en España 165.000 eclesiásticos, lo que representaba el 2% de la población, de los cuales 67.000 pertenecían al clero secular y 98.000 al regular. A finales de siglo su número había disminuido a 148.000, aunque se había producido un aumento del clero secular —71.000— mientras que el clero regular, sobre todo el femenino, se había reducido —en 1797 son 77.000—. Pero a pesar del crecimiento del clero secular en 1797 seguía habiendo unas 3000 parroquias vacías, por proporcionar pocas rentas.
Algunos clérigos y la mayoría de los ilustrados denunciaron el desequilibrio en la distribución del clero en España, por lo que había parroquias desatendidas, mientras eran decenas de miles los miembros del clero regular y los beneficiados. Así lo destacó, por ejemplo, Cabarrús:

Abro el censo español hecho en 1788 y hallo que tenemos 17.000 feligresías y 15.000 párrocos, esto es 2.000 menos de los que se necesitan. Pero para esto tenemos 47.000 beneficiados y 48.000 religiosos; de forma que, siendo así que hay muchas parroquias sin pastor, distribuyendo mejor nuestros sacerdotes actuales podría haber siete en cada una de ellas. Es evidente, por consecuencia, que hay un exceso enorme y que, sin sondear demasiado esta llaga funesta, se puede atribuir a la demasiada facilidad con que se reclutan las órdenes religiosas y a las capellanías o beneficios de sangre...

La política reformista respecto del clero se centró en crear una Iglesia sometida al poder de la Monarquía en lo temporal y en "regenerar" el comportamiento de sus miembros para que cumplieran mejor su misión pastoral y ayudaran en la tarea de reformar el país —por ejemplo, Cabarrús recomendó que el clero se incorporara a las Sociedades de Amigos del País—. Así, se quiso formar un clero menos numeroso, bien repartido por el territorio, mejor preparado pastoralmente y dedicado a la labor de la «cura de almas» y al «socorro de los pobres». Jovellanos consideraba a los miembros del clero, «padres e instructores de sus pueblos». Por eso la preocupación prioritaria fueron los curas párrocos y las críticas se centraron en el clero regular y en los beneficiados.
Sin embargo, las medidas que tomaron los gobiernos borbónicos encaminadas a alcanzar la regeneración del clero tuvieron un alcance limitado: en cuanto al clero regular, por ejemplo, una orden del Consejo de Castilla de 1762, bajo el reinado de Carlos III, restringía el número de religiosos a aquellos que pudieran mantenerse con dignidad dentro de un convento; en cuanto al secular, se intentó mejorar la preparación pastoral e intelectual sobre todo de los curas párrocos con la creación de seminarios y, además, se intentó aumentar las rentas de las parroquias rurales para que fueran ocupadas, con un éxito relativo.

### Las desigualdades sociales en las ciudades

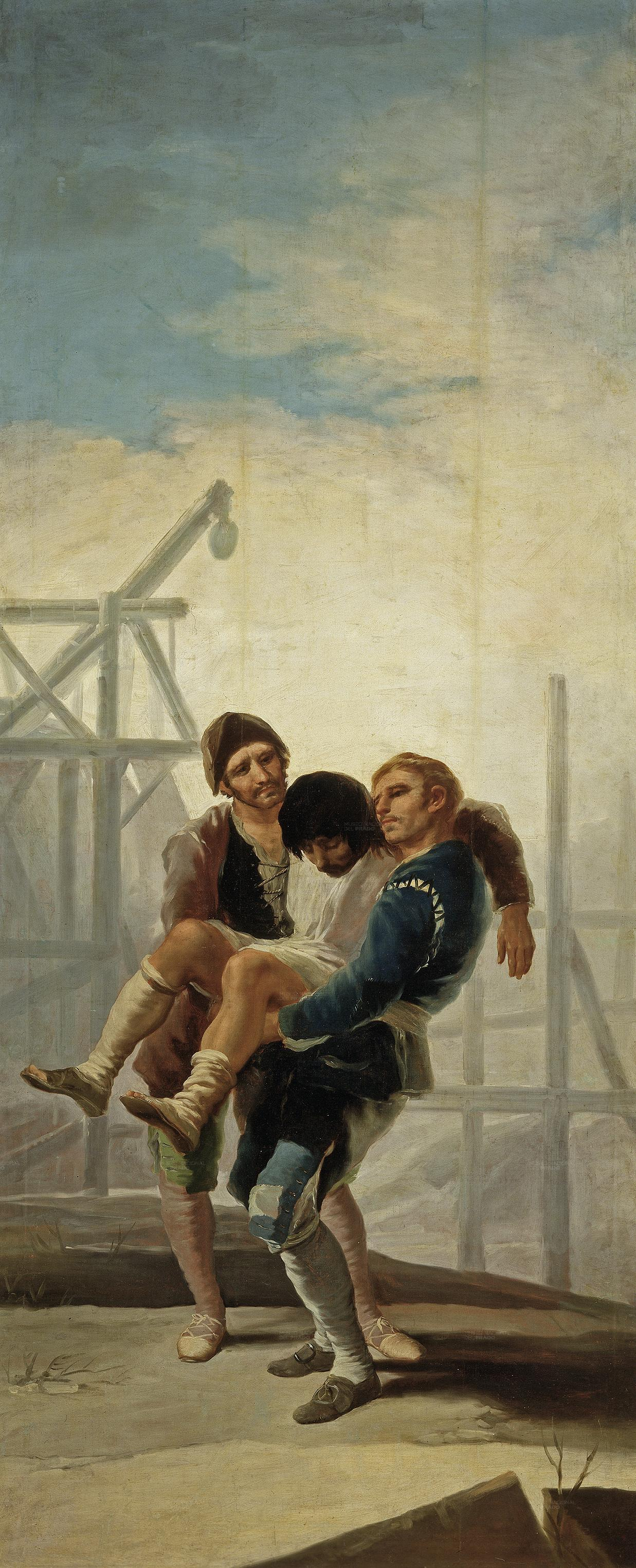
"El albañil herido", Francisco de Goya.

Lo que en siglo XIX se llamará "burguesía" incluía en sentido amplio a todo aquel no noble que ejercía un trabajo no manual en cualquier sector —comercio, finanzas, manufactura, servicios y, también la agricultura (los llamados "labradores ricos"—, aunque en sentido restringido se refería a los que se dedicaban al comercio y/o a las finanzas a gran escala (la burguesía de negocios), agrupados en los Consulados de Comercio. Por debajo de ellos se encontrarían los grupos intermedios, asimilados al concepto de burguesía en sentido amplio o de pequeña burguesía, y que estarían representados por los comerciantes minoristas, maestros de gremios, labradores ricos, fabricantes de indianas, notarios, abogados, cirujanos, altos funcionarios, profesores, etc.
El número de integrantes de la "burguesía de negocios" era reducido —en el censo de 1797 se contabilizaban 6.824 personas— pero su importancia económica era indudable, cuya actividad central era el tráfico mercantil mayorista y/o el préstamo, pero cuyos beneficios invertía en diversos negocios como arrendamientos urbanos; arriendo de impuestos y de derechos señoriales; contratos de abastecimientos al ejército; censos y vales reales; seguros; tierras de las que obtener rentas, etc.
En las ciudades el sector laboral más numeroso lo constituía la población que desempañaba la multitud de oficios destinados a abastecer el mercado local, sobre todo aquellos que tenían que ver con la vivienda, el vestido y la alimentación. La mayoría de los artesanos estaban integrados en gremios —uno par cada oficio y localidad—, que durante el siglo XVIII mantuvieron la mayor parte de sus privilegios, a pesar de las críticas de que fueron objeto por buena parte de los ilustrados. El censo de 1797 registró 279 592 artesanos para toda España, de los que 220 132 eran maestros. Por oficios se contabilizaban 42 190 zapateros, 38 150 sastres, 33 310 carpinteros, 17 956 taberneros y 12 953 herreros.

### La difícil situación del pequeño campesinado y de los jornaleros
El campesinado constituía una categoría social muy heterogénea que englobaba grupos bastante diferenciadas entre sí, desde los labriegos acomodados que acumulaban tierras, comprándolas o arrendándolas, y que en muchas ocasiones recurrían al trabajo asalariado para realizar buena parte de las faenas agrícolas, hasta los pequeños campesinos que poseían modestas parcelas de tierra, en su mayoría arrendadas, que solo les permitían subsistir y muchas veces tenían que ofrecerse como jornaleros. En el escalón más bajo se encontraban los campesinos sin tierras o jornaleros, que según el censo de 1797 constituían casi la mitad del campesinado —805.235 sobre un total de 1.824.353—, y que vivían de los trabajos agrícolas estacionales, que realizaban para los propietarios o para los señores, y de las tierras comunales, bienes de propios y baldíos de los pueblos, a las que podían llevar a pacer su ganado e incluso en ocasiones se parcelaban para obtener una mínima subsistencia —muchas veces estos jornaleros en tiempos de dificultades engrosaban las filas de los marginados—.
Buena parte del campesinado vivía en lugares de señorío y debía entregar una parte de la cosecha o un censo en metálico al señor como detentador del dominio eminente de la tierra. Algunos economistas denunciaron que estas cargas eran las que explicaban la miseria de los campesinos de ciertas zonas, como los del valle de río Jalón:

Porque casi todos los lugares que la componen [la vega del Jalón] son de señorío, donde los vecinos, a más de la crecida contribución que pagan, están agobiados con el intolerable peso de los treudos [censos en especie], que generalmente no bajan del octavo de los granos, sin contar otras vejaciones feudales y derechos prohibitivos con que los señores ejercitan la paciencia y chupan casi toda la sustancia del vecindario

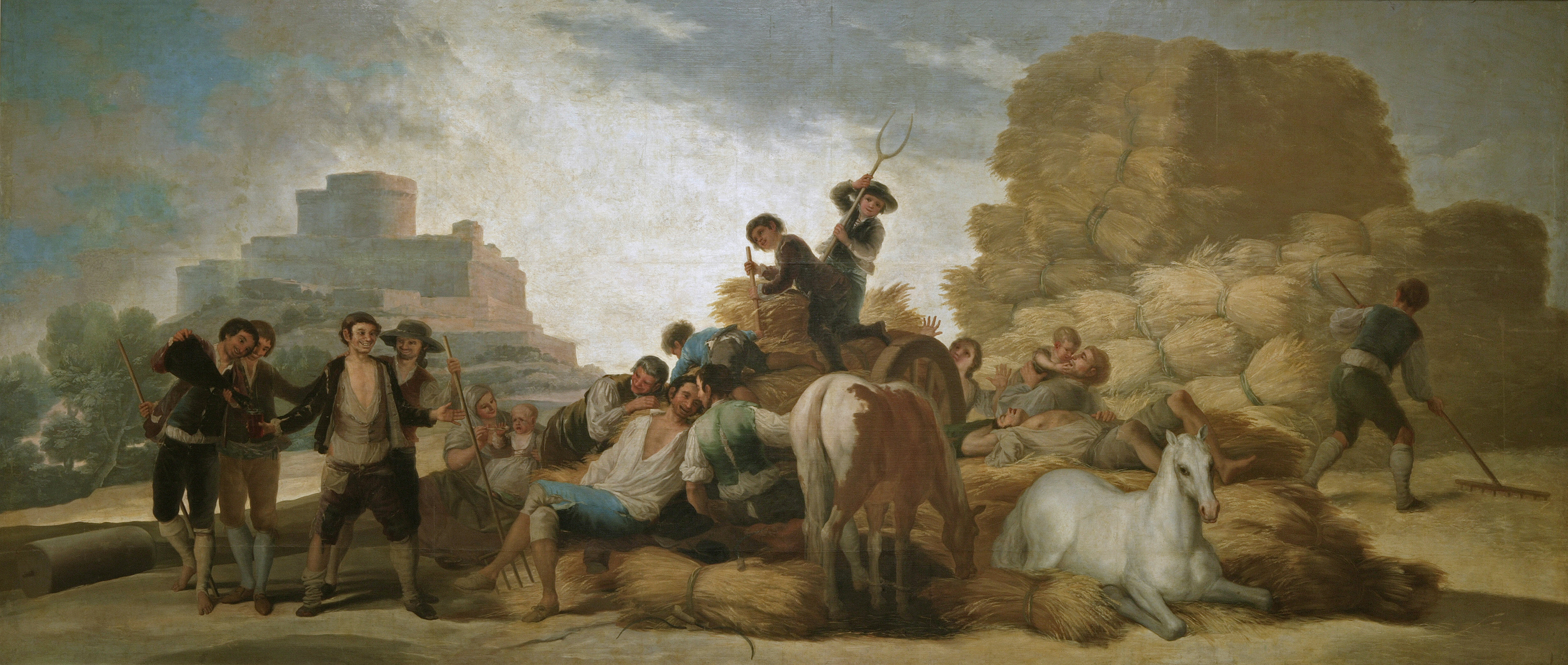
La era (1786-87), Francisco de Goya.

La crítica situación de los jornaleros en Andalucía —que a finales del siglo XVIII constituían el 70% de la población campesina— también fue denunciada por algunos funcionarios ilustrados del gobierno como Pablo de Olavide:

Es gente que vive de sus brazos, sin aperos ni ganados, con gran infelicidad. Solamente trabajan cuando el administrador de los cortijos necesita brazos y ayuda. Van casi desnudos, viven por el pan y el gazpacho que les dan, duermen en el suelo, por lo que con las lluvias y el mal tiempo, muchos mueren de hambre y frío. Calculo que por el invierno entran a millares en Sevilla, pues la mitad del año son jornaleros y la otra mitad mendigos

Sin embargo, las políticas reformistas para mejorar la situación del campesinado pobre y de los jornaleros fueron prácticamente inexistentes. Como ha señalado el historiador Roberto Fernández, "en realidad, lo que parece que preocupó (y a menudo asustó) a los gobiernos reformistas fue la existencia de una masa de jornaleros y/o pequeños campesinos susceptible de convertirse en un foco de inestabilidad social y política, especialmente en épocas de dificultades. Posibilidad que los sucesos del Motín de Esquilache vinieron a reafirmar en 1766. En este contexto debe ser entendida la resolución sobre la libertad de salarios agrícolas adoptada en 1767 para que los organismos municipales, controlados por los poderosos, no fueran los que manipularan la tasa salarial de los jornaleros... Así también deben ser entendidas las sucesivas medidas aprobadas a partir de 1766 acerca de la preferencia de los jornaleros en el reparto de los lotes de propios y baldíos. Si bien al principio parecieron tener algún efecto en determinadas zonas, a partir de 1770 fueron los labradores de una o más yuntas los que paulatinamente se hicieron con las parcelas puestas a reparto... El fracaso de esta medida fue el principio de la paulatina toma de conciencia de muchos braceros andaluces".

### El problema de los marginados
En la marginación de raíz económica, se englobaban todos aquellos grupos y personas que vivían al límite de la subsistencia y de la marginalidad social —e incluso de la delincuencia—: los vagabundos y mendigos, personas sin domicilio ni ocupación fijos —en muchas ocasiones jornaleros sin trabajo— que poblaban los arrabales de las ciudades o que iban por los caminos en busca de trabajo y comida, y que muchas veces vivían de la limosna; o los "pobres de solemnidad" —huérfanos, ancianos, enfermos y viudas sin recursos— que tenían que recurrir a la beneficencia pública o eclesiástica.
En el caso de los vagabundos y mendigos las medidas adoptadas por los gobiernos reformistas fueron de carácter represivo, ya que fueron el objetivo principal de las levas forzosas; en el caso de los pobres, huérfanos o los inválidos se les dio acogida en los asilos, hospicios y casas de expósitos.

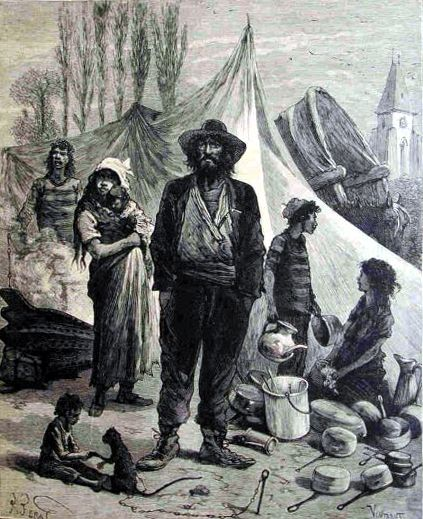
Campamento gitano en una postal francesa del

Las políticas reformistas también hicieron frente a otro tipo de marginalidad de tipo étnico, la de los gitanos. Eran un grupo de vida nómada, sin arraigo físico en un lugar concreto, que vivía según sus propias costumbres y leyes, lo que despertaba siempre recelo entre la población por sus actitudes que era compartido por los gobernantes. La política aplicada "fue de represión y violencia para reducir a los gitanos, afincarlos en territorios conocidos y anular su cultura en beneficio de la dominante. Se tratara de Ensenada, Aranda o de Campomanes, el objetivo era poner en vereda a una multitud de gente infame y nociva. Los presidios, las minas de Almadén, los arsenales fueron lugares de frecuente destino para los gitanos".
Nada más terminada la Guerra de Sucesión Española ya fueron objeto de medidas represivas como la que se dictó en 1717 para que se censasen bajo pena de 6 años de galeras para los hombres y 100 azotes para las mujeres que se negaran y para que abandonaran sus oficios tradicionales, sus costumbres, sus vestidos y su lengua. Además se les obligaba a vivir en una zona concreta sin poder abandonarla. Estas medidas fueron reiteradas varias veces lo que es un indicio de que no fueron cumplidas. En la Orden de 1745 firmada por Felipe V se decía:

"... Que todos los gitanos, que tienen vecindad en las ciudades y villas de la asignación, se restituyan en el término de quince días a los lugares de su domicilio; pena de ser declarados, pasado este término, por bandidos públicos, y de que, por el mismo hecho de ser encontrados con armas o sin ellas fuera de los términos de su vecindario, sea lícito hacer sobre ellos armas, y quitarlos la vida...

Mucho más dura aún fue la orden del marqués de la Ensenada de 1748, ya bajo el reinado de Fernando VI, y que es conocida como la Gran Redada, ya que entre 9.000 y 12.000 gitanos fueron apresados. Los hombres y los niños mayores de siete años fueron enviados a trabajar en las minas y en los arsenales, mientras las mujeres y los hijos más pequeños fueron dispersados por diversas localidades. Finalmente, bajo Carlos III, en la Pragmática de 1783 se ofreció el acceso a cualquier oficio a todo gitano que fijara su domicilio en un lugar y abandonara sus costumbres en el plazo de 90 días. A los que no aceptaran se les marcaría con un sello ardiente y podrían ser ejecutados si reincidían. De esta forma se consiguió que más de 10 000 gitanos se asentaran, pero sin integrarse con el resto de la población. "Al igual que en el caso de otras minorías, los gitanos siguieron viviendo en barrios separados y manteniendo sus costumbres cuando les fue tolerado", afirman Rosa Mª Capel y José Cepeda.

### Las ideas de la Ilustración se abren camino

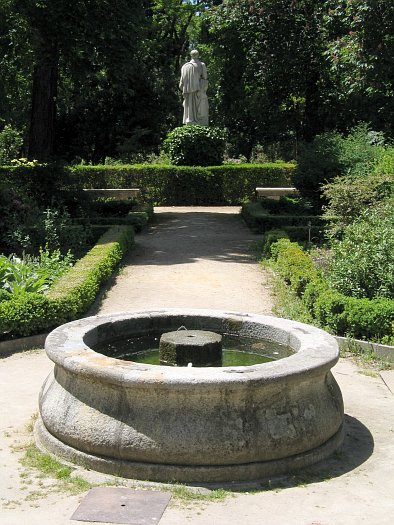
Jardín Botánico de Madrid, una de las muchas obras emprendidas por el espíritu ilustrado

Benito Jerónimo Feijoo, acompañado por su fiel escudero Martín Sarmiento había ido creando en sus obras el caldo de cultivo para combatir las ideas supersticiosas. Desde la propia Corte, Campomanes y otros propusieron reformas económicas para adecuarse a la nueva situación. Junto a estos movimientos, las universidades españolas empezaron a imitar a la sevillana, cuya reforma había emprendido el ilustrado Pablo de Olavide, y pronto recorría España el espíritu ilustrado por las aulas. La Universidad de Salamanca se opuso a la reforma del gobierno, pero en sus aulas estaba germinando un renacimiento del pensamiento, a raíz de la labor de Ramón de Salas y Cortés, que acabó en una contrapuesta de reforma que a la postre se impuso, aunque sin resultados duraderos por la invasión francesa de 1808. El colofón a este proceso desencadenado desde 1720 lo constituyeron las traducciones de las obras de los filósofos y pensadores franceses como Voltaire o Montesquieu que se difundieron rápidamente.
La extensión de los conocimientos científicos y tecnológicos y su aplicación práctica no solo corrió de la mano de la educación, sino también de un modelo de encuentro entre pensadores, intelectuales, religiosos y científicos que fueron las Sociedades Económicas de Amigos del País. La primera fue fundada por un grupo de nobles vascos en 1774 La más importante de ellas fue la Real Sociedad Económica de Madrid, 1775, ciudad que será el centro y reflejo del nuevo modelo social. Sin distinción de clases, estas sociedades acogían a todos los sectores en el afán común de procurar el desarrollo económico de las regiones donde estaban implantadas: técnicas nuevas de cultivo, escuelas de oficios, difusión de la mecánica y la producción. Fue Carlos III el principal impulsor de estas sociedades y de la puesta en común de los conocimientos de las mismas. Son las primeras asambleas abiertas y embrión de futuros encuentros políticos. Aparecerán, entre otras, la Real Academia Española, la Real Academia de Bellas Artes de San Fernando y la de la Historia.

#### La Iglesia en la Ilustración
Los ilustrados españoles tenían un concepto singular de la Iglesia católica. Por una parte la hacían responsable del fracaso del desarrollo racional de las naciones; por otra, no terminaban de romper con la misma, manteniendo una relación que cuestionaba solamente la teología tradicional. Así, frente a la autoridad eclesiástica, contrapusieron la razón y el deseo de obtener la felicidad de los hombres. Para la iglesia reclamaban un papel más austero, más íntimo y personal. Esta diferenciación entre el ámbito privado y el público, acentuó el principio de separación entre la propia Iglesia y el Estado o la Corona.
La Iglesia se encontraba en este periodo en un momento de cuestionamiento de la autoridad papal merced al continuo desarrollo de las teorías del conciliarismo hacia el establecimiento de iglesias nacionales independientes de Roma. Una serie de obispos, llamados jansenistas (aunque muy poco tuvieran que ver con las doctrinas de Jansenio) constituían un grupo de ideas avanzadas y partidarios del regalismo, de modo que el poder político ilustrado, nombrase obispos afines a las ideas de modernización. Entre ellos se cuentan Félix Torres Amat, Felipe Bertrán (este, discípulo de Mayans, obispo de Salamanca e Inquisidor general), José Climent o Antonio Tavira Almazán, todos ellos enfrentados a la iglesia más conservadora y partidaria de la preeminencia del Papa.
La irrupción de los jesuitas con lo que se llamó "una moral relajada", levantó el ánimo de ciertos sectores eclesiásticos contra ellos. España no fue ajena a este movimiento. Los jesuitas se habían extendido por las universidades y centros educativos de España, Francia y Portugal principalmente. Su actitud crítica ante la filosofía aristotélica, el deseo de incorporar los nuevos conocimientos técnicos y la extensión de su trabajo a todas las clases sociales que en parte chocaban con la iglesia tradicional, fiel a Roma, pero solo aparentemente puesto que los jesuitas tienen entre sus votos la obediencia ciega al papado. Los conservadores realizaron una persecución implacable de las ideas innovadoras, sin el instrumento de la Inquisición, en manos de los jansenistas, y se trató de controlar la labor de los jesuitas como misioneros en América, sospechosos de preconizar ideas liberadoras. El Motín de Esquilache contra el Marqués tras la hambruna de 1766 puso en jaque a la Corona, la cual buscó la culpa en los jesuitas como conspiradores de los sucesos. Expulsados de Portugal y Francia, Carlos III encontró una oportunidad única de expulsarlos también de España en 1767 y confiscar sus bienes, apoyado por Felipe Bertrán. Las ideas nuevas de la Ilustración tendrían su inicio en estas apropiaciones.
Tradicionalmente la Iglesia católica en España había jugado un papel fundamental en la política. Durante la Guerra de Sucesión, el clero de Castilla apoyó a los Borbones como si de una cruzada se tratase. En compensación, recibieron de la mano de la Corona grandes extensiones de territorios para el gobierno de los obispos y abades que, como terratenientes, aportaban grandes sumas al sostenimiento del Estado. Al menos una quinta parte de los ingresos que tenían por origen la economía agrícola castellana procedían de tierras en gobierno de la Iglesia. No obstante, la Corona trató de controlar la iglesia española. El papa Clemente XI había apoyado a los Austrias y los Borbones no querían dejar en sus manos el privilegio de elección de los obispos, así que fomentaron y protegieron el regalismo en la iglesia. Así, en 1753 se firma el primer Concordato entre la Iglesia y el Estado que permite a la Corona la elección de los obispos.

## El reinado de Fernando VI (1746-1759)

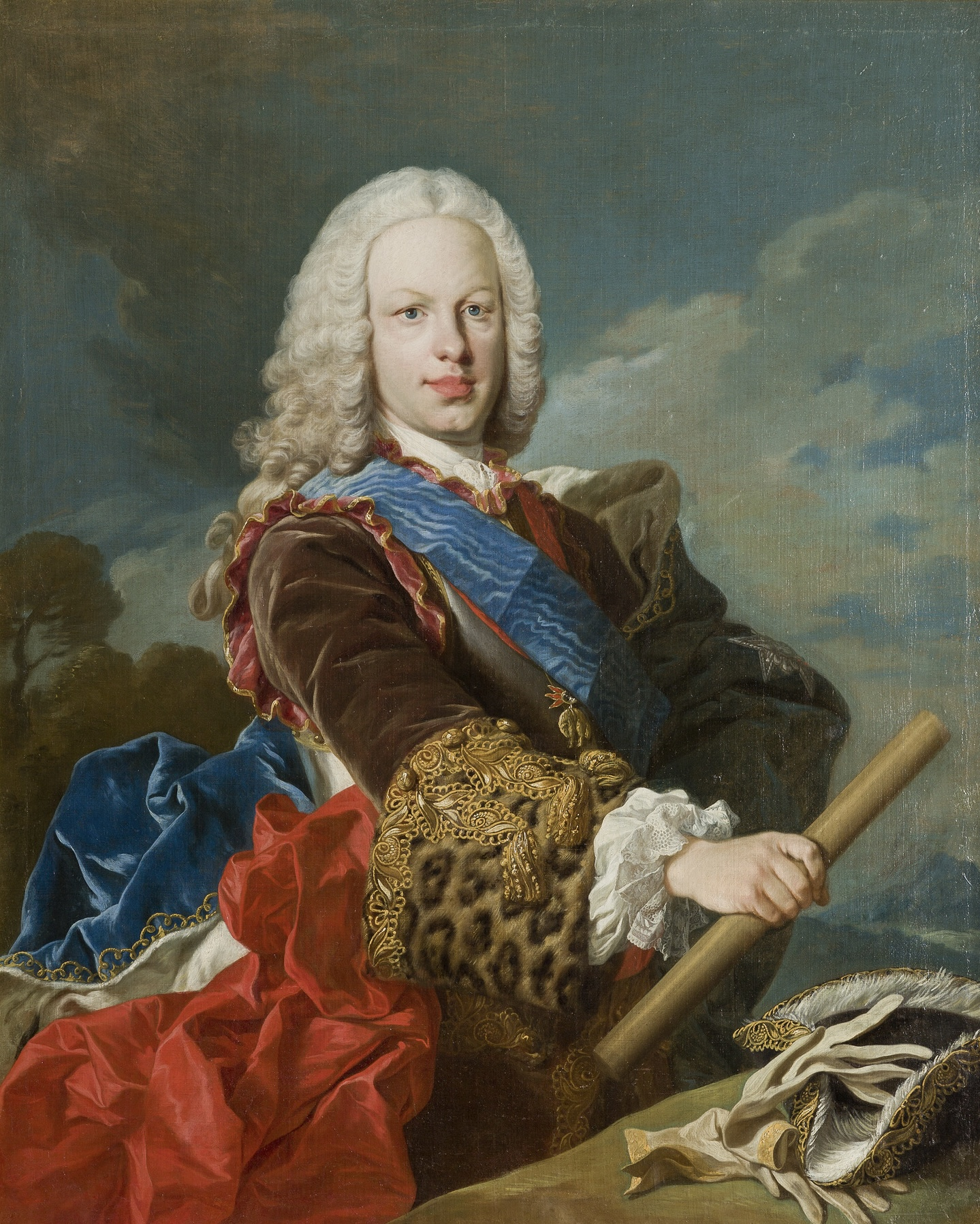
Fernando VI.

### El proyecto político
Fernando VI y los ministros de los que se rodeó, entre los que destacaron el marqués de la Ensenada, secretario de Hacienda, de Guerra y de Marina e Indias, y José de Carvajal y Lancaster, secretario de Estado, dedicaron sus esfuerzos a poner en marcha un proyecto político basado en mantener la neutralidad de la Monarquía en los asuntos europeos —lo que significaba, entre otras cosas, poner fin a la intervención en los asuntos italianos que había sido una prioridad durante el reinado de su padre, Felipe V— para centrarse en la reconstrucción interior —que incluía la restitución de Gibraltar— y en el control eficaz del Imperio de las Indias, recuperando los mercados coloniales controlados cada vez más, legal o ilegalmente, por las potencias extranjeras, sobre todo por Gran Bretaña. Así la paz era el programa básico porque, en palabras de Ensenada, era el supuesto esencial:

si se mira el dinero extraído, si se numera la gente que se consume, si se trata de hacer tolerables los tributos, de que florezca el comercio, se aumenten las fábricas y no se abandone el cultivo; si se piensa, como importa, en adelantar la marina y en que aprovechen a la Corona y no los gocen los extranjeros los tesoros de las Indias, y, en fin, si ha de ser el Rey, como no se duda, propiamente padre de sus vasallos

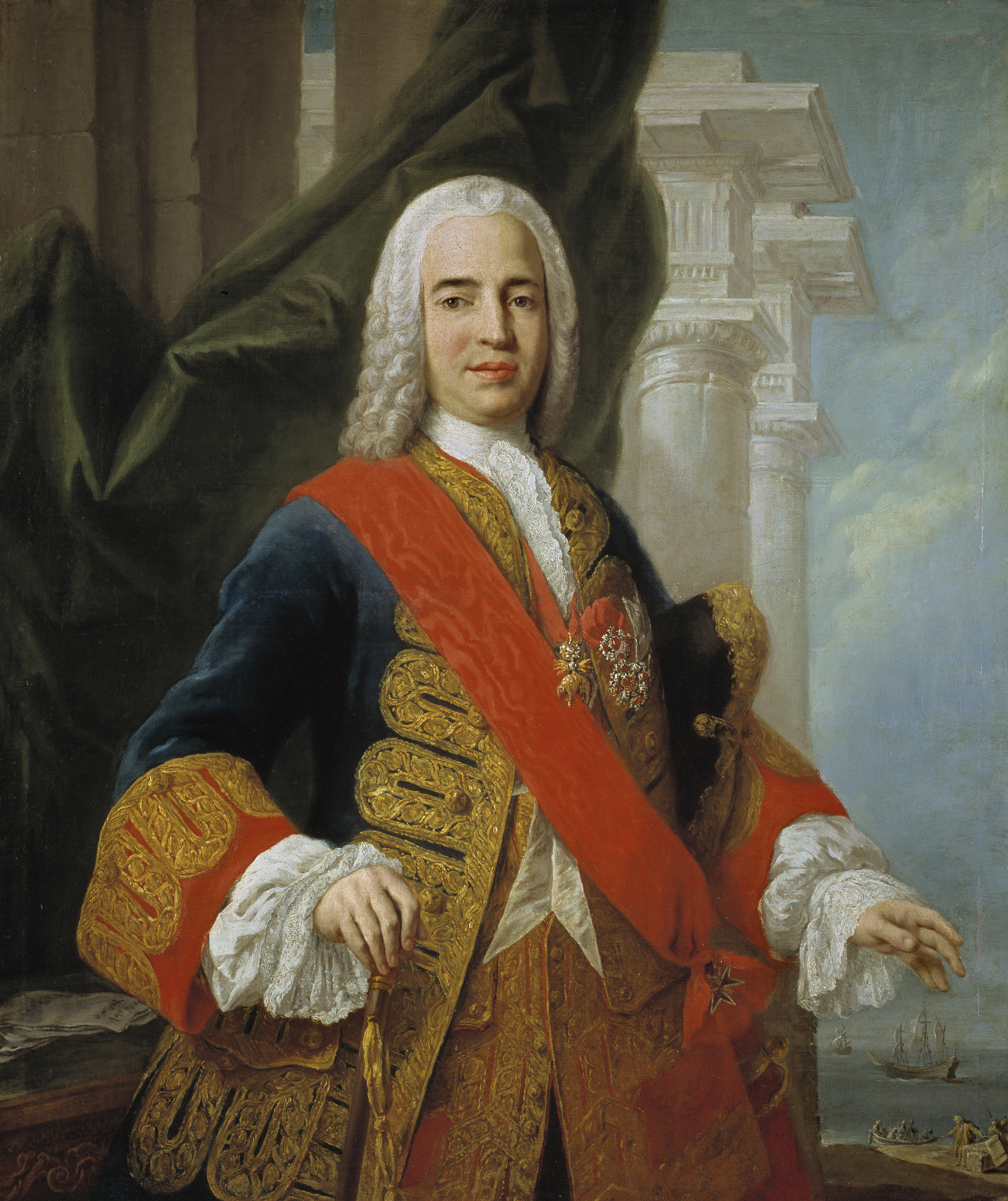
Marqués de la Ensenada.

Este proyecto político fue concretado por el marqués de la Ensenada en un auténtico programa de gobierno presentado al rey en 1751 bajo el título Representación a Fernando VI. Los principales objetivos del mismo eran «la paz, el restablecimiento del papel de España en el concierto mundial; lograr la restitución de Gibraltar [poseído por los ingleses con sumo deshonor de la España, dijo en otro lugar]; mantener el status quo en Italia; recuperar el pleno control de las Indias y mantener la amistad con Portugal». Sobre el primer objetivo se decía «...que continúen en paz los dilatados dominios de V.M. para que se pueblen y curen de las llagas de tan incesantes y crueles guerras, trabajos y desdichas que ha padecido desde que falleció Fernando el Católico...», pero no olvidaba los intereses dinásticos de la Casa de Borbón cuando añadía a continuación que «el cuidado de mayor atención de V.M. presentemente es el de conservar en sus estados al rey de Nápoles [su hermanastro el infante don Carlos] y al infante don Felipe [su otro hermanastro, al frente del ducado de Parma], sin contraer guerra...». En cuanto a las Indias, Ensenada proponía «volver a la Corona las usurpaciones hechas en América por varios soberanos de Europa [...] y abolir las indecorosas leyes que la Francia y la Inglaterra impusieron sobre el comercio de España...», en referencia al asiento de negros y al navío de permiso establecidos en el Tratado de Utrecht. El informe concluía con la exposición de los medios para alcanzar esos objetivos: conseguir «fuerzas competentes de tierra y mar para defender y ofender según lo dicte la justicia que es la que determina la paz y la guerra».
Como han señalado Rosa Mª Capel y José Cepeda, Ensenada fue "un político que buscaba una neutralidad armada, pero nunca como un pacifista, porque nunca lo fue". El siguiente escrito aclara muy bien en qué se basaba su propuesta en política exterior:

Proponer que Vuestra Majestad tenga iguales fuerzas de tierra que la Francia y de mar que la Inglaterra sería delirio, porque ni la población de España lo permite, ni el erario puede suplir tan formidables gastos; pero proponer que no se aumente el ejército y que no se haga una decente marina sería querer que la España continuase subordinada a la Francia por tierra y a la Inglaterra por mar...

.
En política interior, también es necesario destacar la Gran Redada de 1749 contra los gitanos españoles, primer intento de desaparición física de un pueblo en Europa. Se calcula que más de 10 000 hombres, mujeres y niños que no habían cometido delito alguno fueron arrestados, separados de sus familiares y llevados a cumplir penas de trabajos forzados en los distintos arsenales de España.

### Las realizaciones

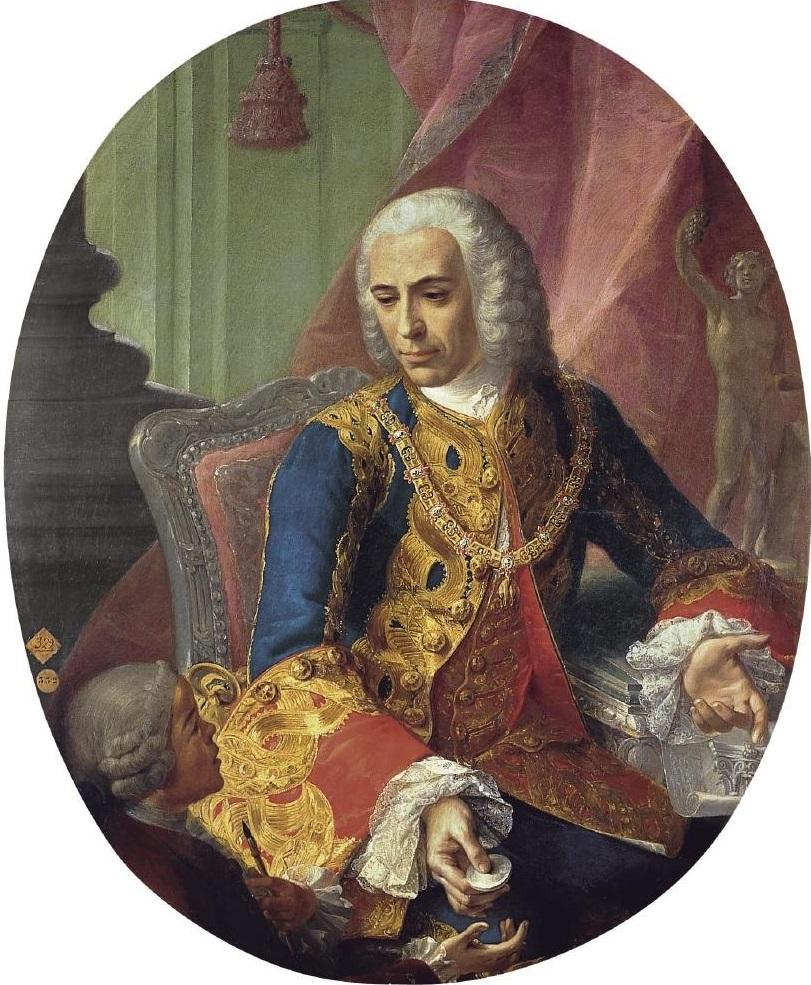
José de Carvajal y Lancaster.

Ensenada se propuso aumentar los efectivos del ejército de tierra y el número de barcos de la Armada para reducir la desventaja que tenía la Monarquía de España, respecto de la británica y la francesa. Así se fijó como objetivo contar con 100 batallones de infantería y 100 escuadrones de caballería para ser desplegados en campaña, para reducir la diferencia respecto de Francia que en aquellos momentos contaba con 377 batallones y 235 escuadrones. Mayor aún era el esfuerzo que había que hacer para reducir la distancia entre la Armada española y la Armada británica —33 navíos la primera, frente a 288 la segunda—. Se fijó el objetivo de botar en cinco años 60 navíos, de ellos 43 fragatas. Sin embargo, Ensenada no alcanzó las cifras que se había propuesto: entre 1754 y 1756 fueron botados 27 barcos de los 60 previstos.
Para conseguir el dinero para financiar este programa de rearme —en 1751 la Marina y el Ejército consumían el 75% del gasto de la Hacienda real— Ensenada intentó poner en marcha un ambicioso plan de reforma fiscal, que consistía en aplicar en la Corona de Castilla la "única contribución" que se había impuesto en la extinta Corona de Aragón tras su derrota en la Guerra de Sucesión Española, y que sustituiría al complejo entramado de viejos tributos castellanos. Sin embargo el proyecto no llegó a ponerse en práctica por las enormes resistencias que encontró y que le costaría su caída como ministro de la Monarquía. A pesar de todo, Ensenada introdujo algunas reformas en la Hacienda, que aunque de menor calado, consiguieron aumentar los ingresos. La más importante fue el rescate de unos dos tercios de los arrendamientos a particulares del cobro de los impuestos —el sistema que se había utilizado desde hacía varios siglos—, por lo que pasaron a ser gestionados directamente por los funcionarios del rey bajo las órdenes de los intendentes. Asimismo, disminuyó los impuestos llamados "rentas provinciales" que gravaban el consumo —y que Ensenada, como el resto de los ilustrados, consideraba injustos porque «todo pobre las paga, y pocos de los ricos...»—, aumentando en su lugar las "rentas generales" —los derechos de aduanas— porque «en la mayor parte [las] satisfacen los extranjeros», y ciertos monopolios, como el del tabaco «que está fundado en el vicio».

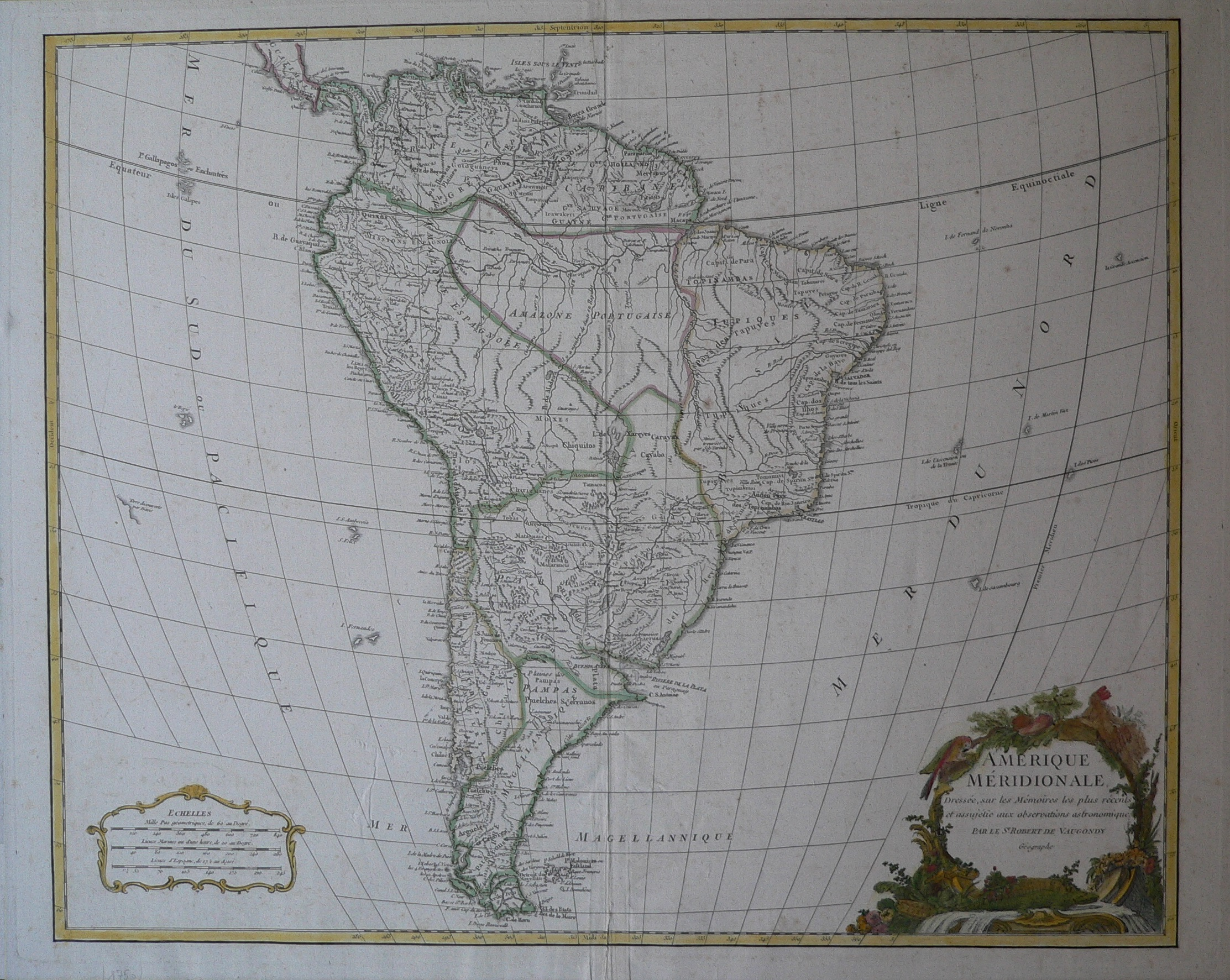
Mapa de América del Sur de 1750.

En cuanto a la política de asegurar el dominio y el comercio de las Indias se alcanzaron dos éxitos relativos. El primero fue la firma del Tratado de Límites del 13 de enero de 1750 entre las monarquías de España y de Portugal que ponía fin a un largo contencioso para delimitar los territorios americanos —y del Pacífico— que correspondían a las respectivas Coronas, concretando así el impreciso Tratado de Tordesillas firmado en la última década del siglo XV. Según el acuerdo el rey de Portugal reconocía que Filipinas —situada al este del antemeridiano de Tordesillas— y el Río de la Plata correspondían al rey de España, con lo que renunciaba a la disputada colonia de Sacramento y a los territorios que la rodeaban (que coincidían con la actual Uruguay), mientras que el rey de España aceptaba la penetración portuguesa en la cuenca del río Amazonas, que había ido mucho más al oeste que el meridiano fijado en Tordesillas y que por el sur incluía las siete reducciones jesuíticas del Paraguay que la orden habían creado allí para proteger a los indios guaraníes y que provocó una sangrienta sublevación. La difícil aplicación del Tratado hizo que se diera por anulado en 1761 en tiempos de Carlos III hasta que un nuevo tratado firmado en 1777 dio por concluido el largo conflicto entre las dos Coronas.
El segundo éxito de la política respecto de las Indias fue el Tratado de Madrid del 5 de octubre de 1750 firmado por el secretario de Estado Carvajal y el embajador de la Monarquía de Gran Bretaña por el que se cancelaba el asiento de negros establecido en el Tratado de Utrecht. Como compensación la Corona española se comprometía a pagar a la South Sea Company la cantidad de 100.000 libras en varios plazos. Sin embargo, la trata de esclavos por comerciantes británicos continuó de forma ilegal desde la isla de Jamaica y desde Belice que los ingleses se negaron a abandonar.
La política de pacificación en Italia, también impulsada por Carvajal, que al mismo tiempo aseguraba la posesión de Parma y de Nápoles para los infantes Felipe y Carlos, respectivamente, se selló con la firma del Tratado de Aranjuez el 14 de junio de 1752 entre la Monarquía de España y el Imperio Austríaco, que tenía bajo su soberanía el ducado de Milán y el ducado de Toscana. En este contexto también se inscribe la firma del concordato de 1753 con la Santa Sede, que puso fin al largo conflicto con el Papado iniciado en 1709 cuando, en plena Guerra de Sucesión Española, la Santa Sede reconoció como rey de España al Archiduque Carlos.

### La caída de Ensenada, el ascenso de Wall y el final del reinado (1754-1759)

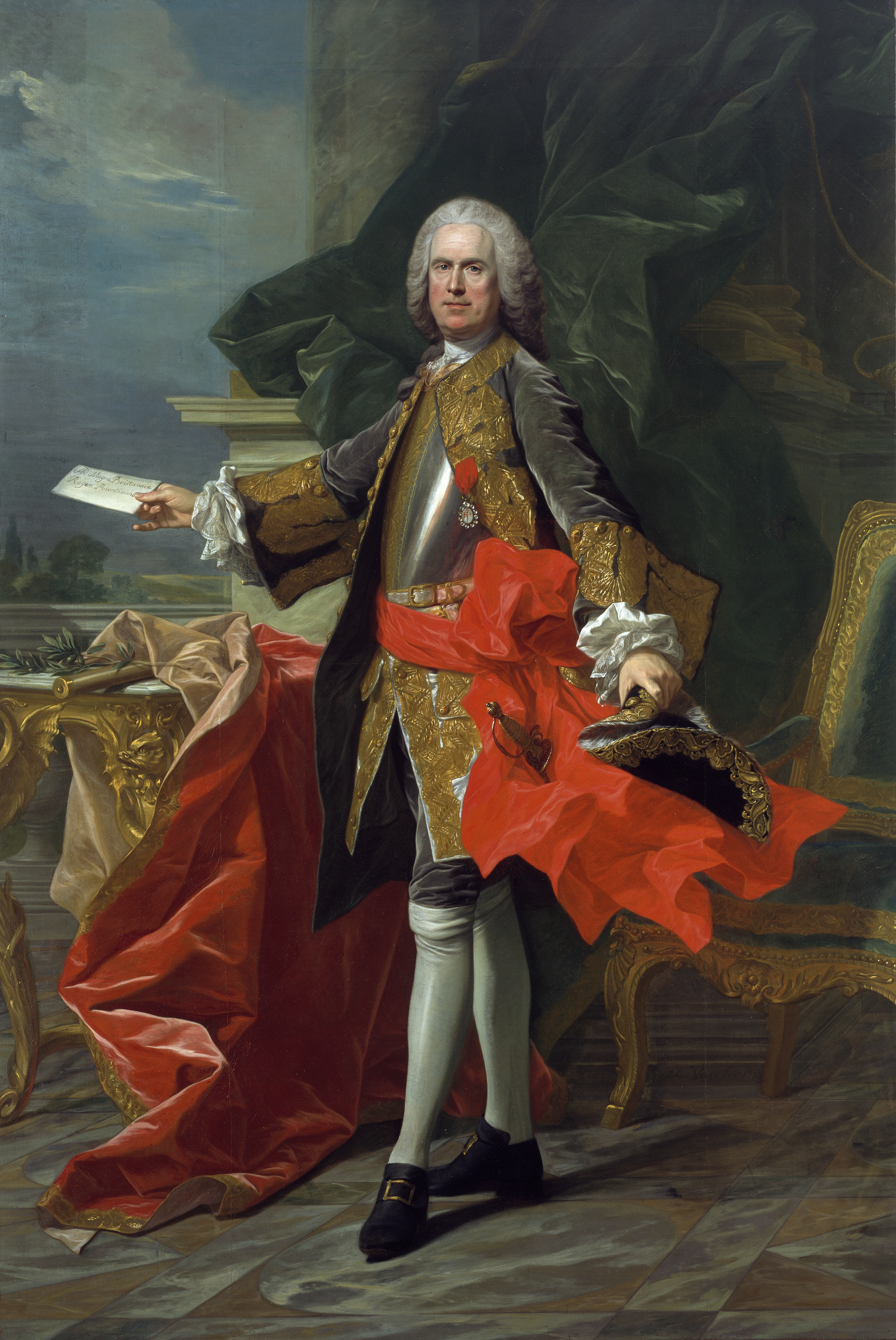
Retrato de Ricardo Wall (1753), por Jean-Baptiste van Loo.

El marqués de Ensenada intentó frenar el contrabando y la trata de negros británica en el Caribe ordenando a los guardacostas que estrecharan la vigilancia, lo que dio lugar a conflictos y tensiones con los barcos y los súbditos británicos, a veces provocadas por el exceso de celo de los navíos españoles. Así que, a pesar de la firma del Tratado de Madrid, entre 1752 y 1753 se deterioraron de nuevo las relaciones hispanobritánicas y Ensenada ordenaba que se aprestaran varias unidades navales para enfrentarse a los navíos ingleses. Esa decisión fue aprovechada por el embajador británico ante la corte de Madrid, apoyado por los enemigos de las reformas de Ensenada —como los arrendadores de impuestos o los nobles que veían amenazados sus privilegios fiscales si se ponía en marcha la "única contribución"— para denunciar ante el rey que su todopoderoso Secretario [Carvajal hacía poco que había muerto, lo que había reforzado la posición de Ensenada], sin consultarle, está preparándose para la guerra contra un país con el que hay un tratado firmado; este desacato hacia el rey será uno de los argumentos utilizados para explicar su fulminante destitución y destierro.
Según Pedro Voltes, la caída en desgracia de Ensenada ante el rey fue una maquinación orquestada por un personaje raro, cuyo influjo en la corte era difícil de explicar desde hacía tiempo. Se trataba del mayordomo mayor del rey, Fernando de Silva y Álvarez de Toledo, duque de Huéscar que poco después heredaría el ducado de Alba, quien había sido el que había aconsejado a Fernando VI que nombrara a Ricardo Wall, embajador en Londres, como sustituto del recién fallecido Carvajal —muerto el 8 de abril de 1754 tras una breve enfermedad—. Contando con el apoyo de Wall utilizó como argumento para desprestigiar a Ensenada ante los reyes el apego de este a los jesuitas, en un momento en que estaba en pleno apogeo la rebelión de las misiones jesuíticas de Paraguay, y a Francia, que según Wall solo buscaba «la opresión y decadencia de la monarquía española». El duque de Huéscar también contó con la ayuda del embajador británico Benjamin Keene quien en un informe remitido a su gobierno, después de calificar a Ensenada como un «hombre débil, vano y sobre todo altanero», afirmaba: «el marqués no ha querido ser nuestro amigo y por esto le he perdido, de modo que jamás podrá restablecer sus negocios». Y añadía: «los grandes proyectos de Ensenada para el fomento de la Marina han sido suspendidos. No se construirán más buques».
El marqués de la Ensenada fue arrestado en su propio domicilio en la madrugada del domingo 21 de julio de 1754 por haber presuntamente revelado secretos de Estado. Pero la corte no quiso incoarle un proceso por esa causa, y se le acusó de malversación, pero finalmente se suspendió el proceso, al parecer gracias a la intercesión ante la reina del castrato Farinelli que tenía trato directo con los reyes, y se le asignó una pensión de 12.000 pesos «por mero acto de mi clemencia y por vía de limosna». Durante ese tiempo circularon muchos libelos contra él, que repetían un mote utilizado antes: «En sí nada».
El nuevo equipo de gobierno formado tras la caída de Ensenada estuvo integrado, además de Wall en la Secretaría de Estado y del Despacho y en la Secretaría de Indias, por Juan Gaona Portocarrero, conde de Valparaíso, en la Secretaría de Hacienda; el general Sebastián de Eslava en la de Guerra; y Julián de Arriaga en la de Marina. El principal problema al que tuvo que hacer frente el gobierno de Wall fue la nueva guerra que estalló en Europa en mayo de 1756 y que sería conocida por su duración como la Guerra de los Siete Años. Esta vez se habían invertido las alianzas, y de un lado estaban los antiguos enemigos, la Monarquía de Francia y el Imperio Austríaco, y del otro la Monarquía de Gran Bretaña y el reino de Prusia. Inmediatamente ambos bandos presionaron a la Monarquía española para que se uniera a uno de ellos. Gran Bretaña ofreció la devolución de Gibraltar y disminuir la presión sobre el tráfico comercial con América, mientras que Francia conquistó en junio de 1756 Menorca, que permanecía bajo dominio británico desde 1714, y se la ofreció a cambio de renovar los pactos de familia firmados por Felipe V. Pero Fernando VI se mantuvo firme en su posición de neutralidad, aunque cada vez con mayores dificultades a causa de las agresiones británicas contra barcos españoles en el Atlántico, especialmente contra pesqueros vascos que faenaban en las aguas de Terranova.
Pero los problemas que planteaba la difícil neutralidad en la que se mantenía la monarquía española no pudieron resolverse porque en el verano de 1758 la muerte de la reina quebró definitivamente la salud física y mental del rey. Además el problema se agravaba por el hecho de que su heredero al trono español era rey de otro país, su hermanastro Carlos de Nápoles, a quien su madre —y madrastra de Fernando VI— la segunda esposa de Felipe V Isabel de Farnesio, tuvo en todo momento bien informado. El 10 de agosto de 1759 fallecía Fernando VI sin haber recobrado la cordura.

## El reinado de Carlos III (1759-1788)

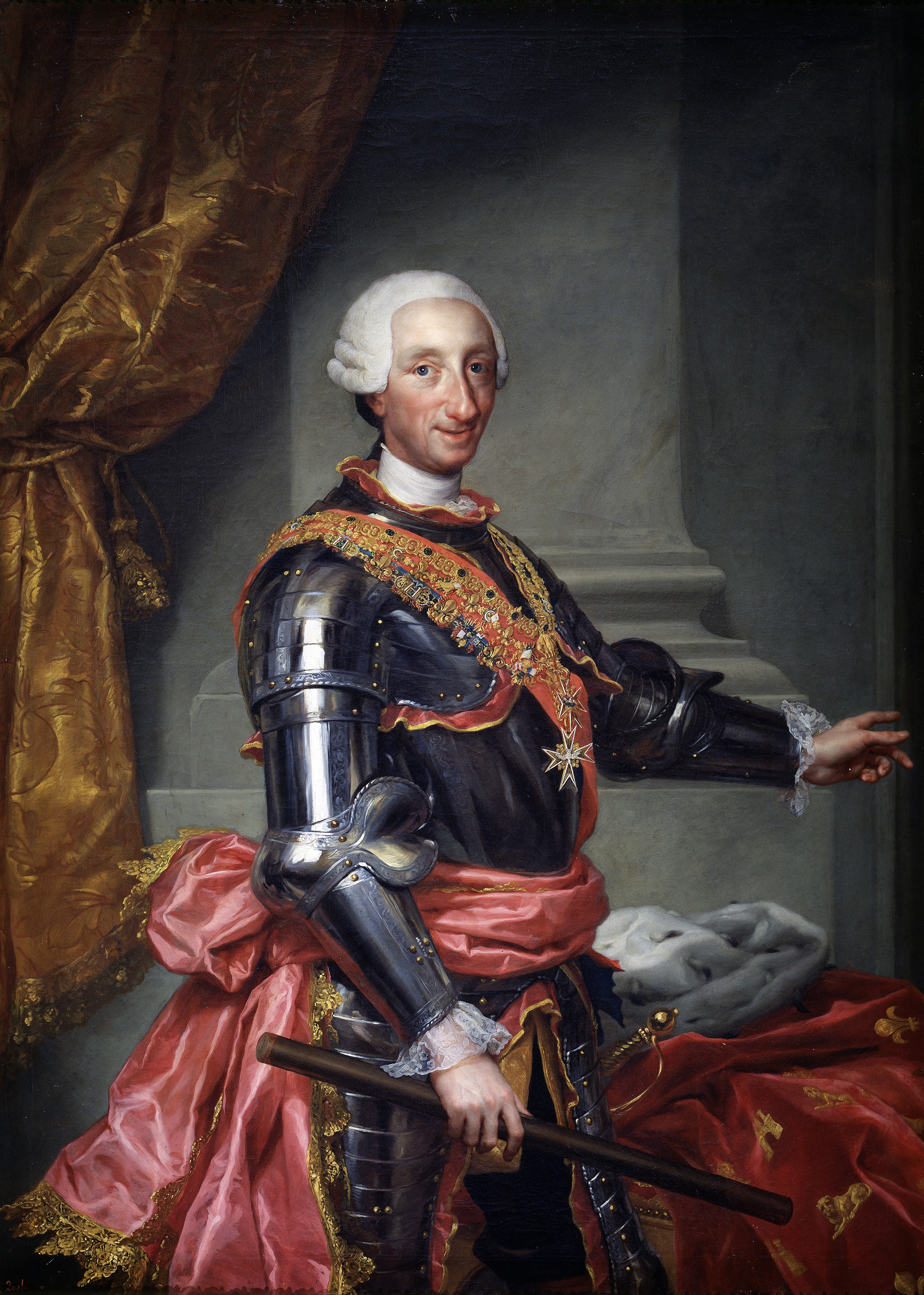
Carlos III.

Carlos III era hijo de Felipe V y de su segunda esposa, Isabel de Farnesio. Cuando accedió al trono, tras la muerte sin descendencia de su hermanastro Fernando VI, ya tenía experiencia de gobierno pues había sido duque de Parma, primero, y rey de Nápoles, después. Precisamente para acceder a la Corona española tuvo que renunciar a la de este último reino —que pasó a su hijo, el joven Fernando IV de Nápoles— y de allí se trajo a su gran colaborador, el marqués de Esquilache, secretario de Hacienda y de Guerra. Más tarde el genovés marqués de Grimaldi sustituyó a Ricardo Wall al frente de la secretaría de Estado, con lo que el gobierno quedó en manos de "italianos", un hecho que cobrará importancia durante los motines de la primavera de 1766.
Su reinado se caracterizó por el fuerte impulso que dio a las reformas inspiradas en las ideas ilustradas, siempre que éstas no pusieran en peligro su poder absoluto y el orden social tradicional, y por ello Carlos III es considerado como el máximo exponente del llamado despotismo ilustrado o absolutismo ilustrado. En un escrito dirigido a su hijo, el futuro Carlos IV, Carlos III le dijo: «Quien critica los actos de gobierno comete un delito, aunque tenga razón».
Para llevar adelante esta política el rey se rodeó de un equipo de ministros reformistas, entre los que destacará José Moñino, conde de Floridablanca. Sin embargo, a los pocos años de haber iniciado su reinado, Carlos III vivió su peor crisis, que puso en evidencia las contradicciones del reformismo que propugnaba.

### La crisis de los años 60: el «motín de Esquilache» y sus consecuencias
El hombre fuerte del gobierno, el marqués de Esquilache, que acumulaba las secretarías de Guerra y de Hacienda, recuperó el proyecto de "única contribución" que el Marqués de la Ensenada, caído en desgracia ante Fernando VI en 1754, no pudo sacar adelante, y formó una Junta del Catastro para impulsarlo. En 1763 importó de Italia el juego de la lotería —llamada inicialmente «beneficiata»— cuyos ingresos se destinarían a obras asistenciales, como el Montepío Militar que creó dos años antes, un embrión de seguridad social destinado a los soldados y su viudas y huérfanos. Y en el terreno militar creó en 1764 el Real Colegio de Artillería de Segovia, que no solo fue un centro de enseñanza militar sino también de investigación científica.
Esquilache también se preocupó de mejorar las infraestructuras de Madrid, introduciendo el alumbrado, mejorando el alcantarillado y los desagües, para que la "villa y corte" dejara de ser un lugar oscuro, peligroso y sucio. Estas medidas se complementaron con otras destinadas a corregir la vestimenta, para evitar las grandes capas y los sombreros de ala ancha que facilitaban a los delincuentes no ser reconocidos y actuar impunemente al poder ocultar sus armas.
El llamado motín de Esquilache de 1766 se inició en Madrid y el desencadenante fue un decreto impulsado por el secretario de Hacienda, el "extranjero" marqués de Esquilache, que pretendía reducir la criminalidad y que formaba parte de un conjunto de actuaciones de renovación urbana de la capital —limpieza de calles, alumbrado público nocturno, alcantarillado—. En concreto, la norma objeto de la protesta exigía el abandono de las capas largas y los sombreros de grandes alas, ya que estas prendas ocultaban rostros, armas y productos de contrabando. El trasfondo del motín era una crisis de subsistencias a consecuencia de un alza muy pronunciada del precio del pan, motivada no solo por una serie de malas cosechas sino por la aplicación de un decreto de 1765 que liberalizaba el mercado de grano y eliminaba los precios máximos —los precios tasados—.
Durante el motín la casa de Esquilache fue asaltada —al grito de ¡Viva el rey, muera Esquilache!— y a continuación la multitud se dirigió hacia el Palacio Real donde la Guardia Real tuvo que intervenir para restablecer el orden —hubo muchos heridos y cuarenta muertos—. Finalmente Carlos III apaciguó la revuelta prometiendo la anulación del decreto, la destitución de Esquilache y el abaratamiento del precio del pan. Sin embargo, el motín se extendió a otras ciudades y alcanzó gran virulencia en Zaragoza. En algunos lugares, como Elche o Crevillente, los motines de subsistencias se convirtieron en revueltas antiseñoriales. En Guipúzcoa, la revuelta fue llamada machinada (en vasco, revuelta de campesinos). Todos estos motines fueron muy duramente reprimidas y el orden restablecido.
El "motín de Esquilache» tuvo dos importantes consecuencias políticas. La primera fue que en los municipios fueron instituidos tres nuevos cargos, para crear un cauce a la participación popular: el procurador síndico personero, que haría de portavoz de los vecinos; el diputado del común, que vigilaría los abastos —el aprovisionamiento de víveres—; y los alcaldes de barrio, que velarían por el cumplimiento de las ordenanzas. Sin embargo, estos cargos pronto fueron copados por las oligarquías urbanas.
La segunda consecuencia fue la expulsión de los jesuitas de España, acusados de haber instigado el motín, en aplicación de la Pragmática Sanción de 1767. En realidad era una medida más del regalismo absolutista, que, por otro lado, permitió reformar los colegios controlados por la Compañía. Finalmente Carlos III como otros monarcas europeos presionaron al Papado para que disolviera la orden, lo que se produjo en 1773.

### Las reformas económicas y sociales
Los ministros de Carlos III intentaron dar un impulso a la economía española, y fundamentalmente a la agricultura que era el sector más importante, aunque sin alterar el orden social ni la estructura de la propiedad existentes —solo se hicieron repartos de tierras que pertenecían a los concejos y estaban sin cultivar—. El proyecto más ambicioso, bajo la supervisión del ilustrado Pablo de Olavide, se puso en marcha en 1767 y consistía en colonizar comarcas de Sierra Morena deshabitadas e infestadas de bandoleros. Así surgieron las Nuevas Poblaciones de Andalucía y Sierra Morena —como La Carolina, en Jaén—, que resultaron un éxito relativo pues diez años después ya había asentados 10 000 campesinos en las zonas repobladas —éstos recibían gratuitamente del Estado tierras, casa, mobiliario, herramientas, ganado y semillas—.
Además se mejoraron las infraestructuras de transporte y de regadío. Se prosiguió con el Canal de Castilla y se inició el Canal Imperial de Aragón; se construyeron 1000 kilómetros de carreteras siguiendo un plan radial con centro en Madrid, y, por último, se creó el Banco de San Carlos en 1782 para financiar la deuda del Estado gestionando los vales reales.
Carlos III fundó una serie de manufacturas de lujo; en Madrid, la de porcelanas del Retiro, la Real Fábrica de Tapices o la Platería Martínez; en la Granja de San Ildefonso, la real fábrica de cristales, pero también una gran cantidad de fábricas para producir artículos de consumo, como la de Paños de Ávila (cuyo edificio, al lado del río, ha sido recientemente destruido).

### La política regalista y la limitación de la "autonomía" de la Inquisición
Los Borbones reforzaron el regalismo, es decir, la defensa de las prerrogativas de la Corona (o regalías) sobre la Iglesia católica de sus Estados frente a la Santa Sede. En el concordato de 1753, firmado durante el reinado de Fernando VI se amplió, casi completamente, el derecho de patronato regio a todos los territorios —antes solo existía sobre Granada y América—; se limitaron las atribuciones de la Inquisición en materia de censura (1768) y en el plano judicial (1770). Las fricciones con la Santa Sede culminaran con la expulsión de los jesuitas, acusados de ser los responsables del Motín de Esquilache y el reforzamiento del exequatur o pase regio, que suponía que las disposiciones del papa debían tener la aprobación real para poder ser publicadas y aplicadas en los territorios de la Monarquía. Sin embargo, la Monarquía no llegó a cuestionar en ningún momento los extensos privilegios de la Iglesia.
Según los ilustrados, la Inquisición constituía el obstáculo más importante para actualizar la cultura española y adaptarla al ritmo europeo, pero en este campo la acción de la Monarquía Absoluta fue ambigua y contradictoria. Así Carlos III acentuó la subordinación de la Inquisición a la Monarquía, pero el Santa Oficio mantuvo intacto su aparato de vigilancia, que preveía la presencia de comisarios en los puertos marítimos y en las fronteras terrestres, así como la visita sistemática a las librerías del reino, que estaban obligadas a presentar un ejemplar del Índice de libros prohibidos, así como un inventario anual de sus existencias. Algunos sonados procesos abiertos por la Inquisición a destacados ilustrados —coma Pablo de Olavide, que fue condenado a 8 años de reclusión por "heterodoxo" y por leer libros prohibidos— fueron una prueba del poder que todavía mantenía el Santo Oficio. Otra prueba de la "libertad vigilada" que practicaron los gobiernos reformistas fue la instauración a mediados de siglo de la censura previa, que exige la autorización oficial para la difusión de cualquier impreso (libro, folleto o periódico), así como una licencia para la importación de libros extranjeros. Las penas que pueden imponerse van desde la confiscación de bienes hasta la de muerte en caso de grave injuria a la fe católica.
Como ha señalado, el historiador Carlos Martínez Shaw, "fue Carlos III quien asentó de modo simbólico la subordinación del Santo Oficio a la Corona con ocasión del asunto del catecismo Mésenguy, que aceptado por el rey fue condenado por el Inquisidor General, quien hubo de soportar el destierro de Madrid y su confinamiento en un monasterio hasta obtener el perdón del soberano. Con este motivo, el gobierno resucitó el viejo privilegio del exequatur, que exigía la autorización previa para la publicación en España de los documentos pontificios y que tras algunas vacilaciones sería puesto en vigor a partir de 1768. En este mismo año se dictaba una nueva disposición sobre el procedimiento que debía seguir la Inquisición en materia de censura de libros, a fin de salvaguardar a los autores de una condena arbitraria o injusta, y que consistía en imponer una audiencia previa del autor, en persona o representado, antes de emitir el edicto condenatorio, que en todo caso exigía también la autorización gubernamental para su promulgación. Dos años más tarde se recordaba al Santo Oficio los límites de su acción represiva, que debía ceñirse a los delitos de herejía y apostasía, al tiempo que se ponían cortapisas al encarcelamiento preventivo anterior a la demostración de la culpabilidad del implicado... Toda esta ofensiva legislativa se combinó con una política de nombramientos para los tribunales inquisitoriales que privilegiaba a los eclesiásticos más cultos, tolerantes e ilustrados, frente al personal anterior, compuesto a menudo de religiosos de espíritu cerrado y de preparación cultural deficiente, que ignoraban incluso en muchos casos las lenguas extranjeras en las que estaban escritas las obras que condenaban".
Estas política de mayor control de la Inquisición se puede comprobar en la siguiente respuesta del Consejo de Castilla sobre las prerrogativas del rey sobre la Inquisición de 1768:

El rey como patrono, fundador y dotador de la Inquisición tiene sobre ella los derechos inherentes a todo patrono regio (...) como padre y protector de sus vasallos puede y debe impedir que en sus personas, bienes y su fama se cometan violencias y extorsiones, indicando a los jueces eclesiásticos, aun cuando procedan como tales, el camino señalado por los cánones, para que no se desvíen de sus reglas.

### La reorganización de la administración de las Indias

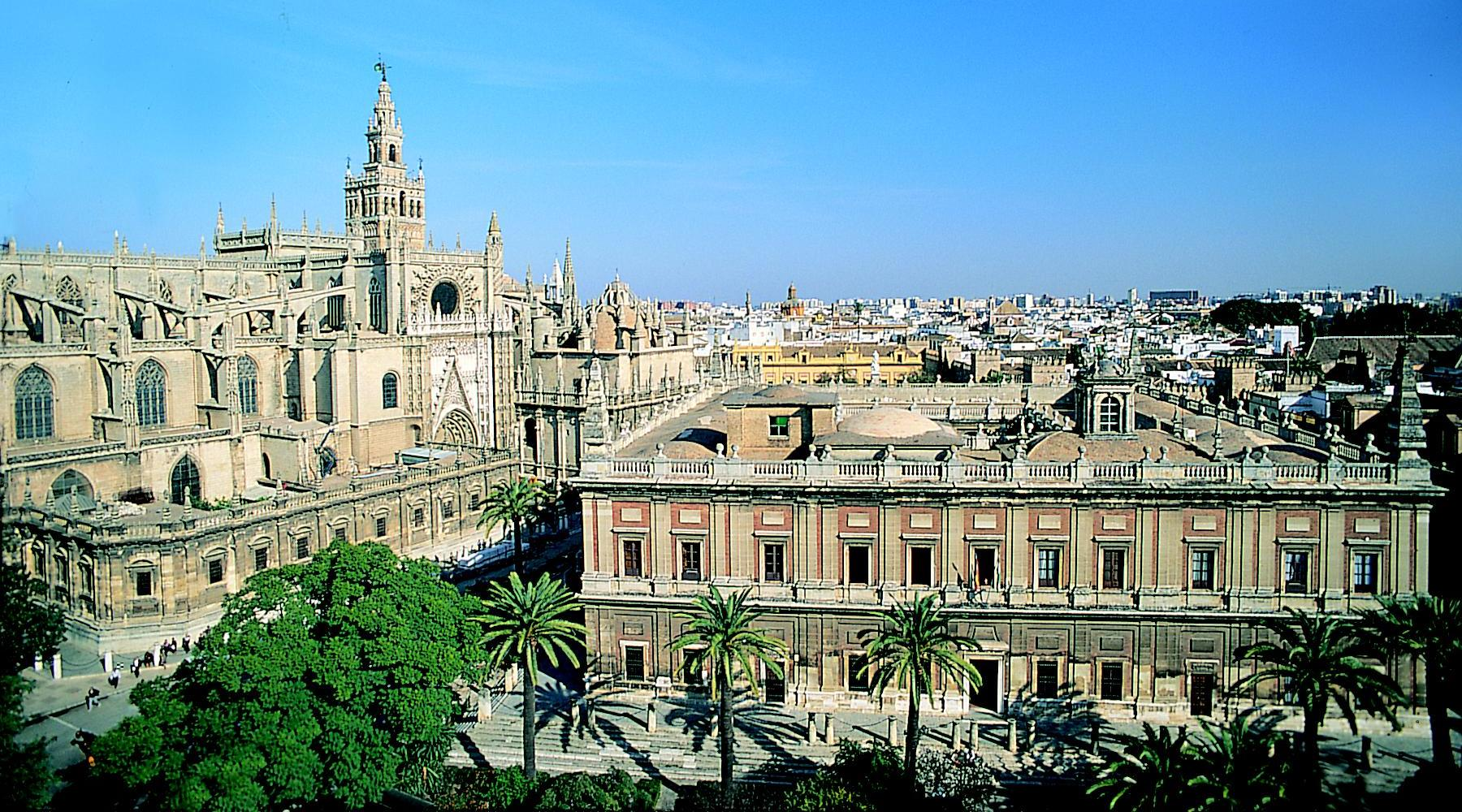
Archivo de Indias en Sevilla donde se conservan los documentos de la Casa de Contratación, obra de Carlos III.

Carlos III continuó con la política iniciada por Felipe V y, sobre todo, por Fernando VI de convertir las colonias americanas en una fuente de riqueza para la metrópoli y de ingresos para la Real Hacienda. Para ello se desarrolló un proyecto de reforma administrativa que tenía de base los siguientes principios fundamentales:
1. Poner la administración pública bajo el Estado (Regalismo), es decir, rescatar del Pacto colonial todos los oficios que fuesen enajenados por particulares americanos a través de su Fuero local, para concentrarlos en el poder civil, acorde al Absolutismo español.
2. Que todas las funciones administrativas del sector público sean otorgados a auténticos profesionales, nombrados por la monarquía acorde a su preparación y competencia.
3. Desarrollar una modernización absoluta en cuanto a las técnicas administrativas.
4. Lograr una burocracia leal y eficaz, que cuente con capacidad de servicio público y observancia de la ley.

Con esa finalidad se culminó la reorganización de la administración americana para hacerla más eficaz y para reforzar el Estado allí:
- Se crearon dos nuevos virreinatos desgajados del de Perú —el de Nueva Granada, con capital en Bogotá, y el del Río de la Plata, con capital en Buenos Aires— que permitían un mayor control político y fiscal;
- Se adoptó también allí la figura del intendente que sustituyó a los antiguos gobernadores, corregidores y alcaldes mayores;
- Se puso fin a la venta de cargos que eran copados por los criollos —descendientes de españoles nacidos en América—, por lo que eran éstos los que monopolizaban los principales puestos de la Administración colonial, y en su lugar se nombraron funcionarios llegados de la Península, a los que se sumó una nueva oleada de emigrantes peninsulares provenientes de Galicia, de Asturias y de las "Provincias Vascongadas»;
- Se creó un ejército permanente para defender las colonias de Gran Bretaña, especialmente, y se permitió que criollos y mestizos se incorporaran al mismo, al no poder reclutarlo exclusivamente con peninsulares.
- Se elevaron los impuestos y el Estado amplió su monopolio fiscal a productos como el tabaco, los aguardientes o la pólvora, lo que provocó el descontento entre criollos, mestizos e "indios".

Tras la anulación en el reinado anterior de las dos concesiones comerciales hechas a Gran Bretaña en el Tratado de Utrecht —el navío de permiso y el asiento de negros— que estaban siendo utilizadas para incrementar el contrabando, se continuó con la política de revitalizar los intercambios entre América y España, siguiendo las pautas del "pacto colonial" —hacer de América un gran centro exportador de materias primas e importador de productos manufacturados de la metrópoli—. De esa forma ambas economías crecerían por lo que la Corona también vería aumentados sus ingresos y su poder:
- Se autorizó a otros puertos, además del de Cádiz a donde en 1717 se había trasladado la Casa de Contratación de Sevilla, a comerciar directamente con América, primero con las Antillas, en 1765, y después con toda América, por el Reglamento de libre comercio de 1778;
- Se continuó con la política de conceder a compañías comerciales "privilegiadas" la explotación en régimen de monopolio de algunas áreas;
- Se extendió el método de navíos de registro —barcos que navegaban aisladamente, eludiendo con más facilidad a los buques enemigos, y que partían y llegaban a América con mayor regularidad— en sustitución de los convoyes de la Carrera de Indias.

### Reformas que produjeron las rebeliones peruanas
Las reformas a aplicarse en América fueron aconsejadas en el Informe y Plan de Intendencias que elevaron en 1768 a Carlos III el Visitador General José de Gálvez junto con el Marqués de Croix, virrey de Nueva España. En el Virreinato del Perú, Chile y Río de la Plata estuvo encargado de aplicar las reformas el Visitador General José Antonio de Areche a partir de 1776, introduciendo modificaciones e incrementos fiscales en las colonias aunque ya se hubiera comenzado gradualmente desde antes.
En marzo de 1772, una real cédula dispuso el incremento general del 2% al 4% del impuesto de las alcabalas (impuesto o arancel obligatorio sobre la venta de mercaderías) en el Perú, tanto sobre los productos americanos como sobre los importados. Sin embargo, muchos dudaron en aplicar el nuevo arancel, por no haber sido informados claramente de cuáles mercaderías eran las afectadas. Con su aplicación, los ingresos en concepto de alcabalas se incrementaron en algunas provincias más que en otras, debido a su recaudación directa a través de aduanas. En 1773 fue erigida una aduana en Lima. Al año siguiente en Cochabamba, establecida en Arque y Tapacari, la que generó protestas y disturbios debido a que se intentaba hacer pagar alcabalas a los tocuyeros, sastres, zapateros, herreros y jaboneros, e incluso debía pagarse alcabalas por los cereales (trigo, maíz) que se cultivaban en la zona. Por eso, muchos artesanos, comerciantes de granos y viajeros trajinantes estuvieron comprometidos en los disturbios que se originaron como resultado.
Los comerciantes indios se mostraron reacios en someter sus productos al control aduanero, temiendo que se les obligara al pago de las alcabalas sin considerar que hasta entonces habían estado exentos de pago sobre los productos que cultivaban en sus chacras o elaboraban por sí mismos, aunque debían pagarlas sobre los bienes de Castilla que comerciaban. De cualquier modo, aunque la mayor parte de los productos que los indígenas comerciaban no fueron afectados por ese aumento de las alcabalas al 4 %, fueron alcanzados por un nuevo incremento de las alcabalas al 6 % en 1776.
Ese año fue crucial para el crecimiento del descontento popular que alcanzó su culminación en 1780: porque el Alto Perú había sido puesto bajo el control del nuevo Virreinato del Río de la Plata, alterando las rutas comerciales decisivamente; se habían incrementado las alcabalas al 6 % y creado una nueva aduana en La Paz. En ese año también el Visitador Areche se embarcó rumbo a las colonias, para supervisar personalmente la implementación de las reformas.
Areche arribó al Perú en 1777, abocándose a la supervisión de la recaudación de la nueva tasa de alcabalas. En agosto de ese año se distribuyó una circular entre los corregimientos de Chayanta, Paria, Oruro, La Paz y Pacajes, ordenándoles ejercer una mayor presión en la recaudación del nuevo impuesto, lo que implicaba que los corregidores a partir de allí no solo recaudarían el tributo y realizarían el reparto forzoso de mercaderías, sino que también cobrarían las alcabalas. Ello posibilitaría que entraran en conflicto directo no solo con los campesinos indios, sino con los propietarios de tierras, artesanos y comerciantes mestizos y criollos que se verían afectados por los nuevos impuestos.
Ese año también, se estableció un impuesto del 12,5 % sobre el aguardiente, aunque el decreto real no fuera aprobado hasta 1778. Paralelamente, el Virrey Manuel Guirior encabezó una campaña respaldada por el Visitador Areche, destinada a terminar con el contrabando de oro y plata del virreinato peruano, mientras que el Virrey Cevallos prohibía la exportación de piezas de oro y plata del Virreinato del Río de la Plata hacia el Perú. Esas medidas afectaban a los sectores mineros, porque el consumo de aguardiente era usual entre los operarios de las minas, y las medidas de Guirior relativas a impedir la circulación de oro y plata no previamente sellados y fundidos, afectaba a los propietarios y arrendatarios de minas.
En 1779 la coca, y a partir de 1780 los granos fueron incorporados al listado de mercaderías sujetas a las alcabalas. Las aduanas hasta 1779 solo habían sido establecidas en el Alto Perú (Cochabamba, Potosí, La Paz) y en Buenos Aires; al año siguiente también fueron establecidas en el Bajo Perú (en Arequipa, y parece que también lo sería en el Cuzco). En julio de 1780 se ordenó a todos los artesanos afiliarse a un gremio, para asegurar la recaudación de las alcabalas al estar adecuadamente registrados. Igualmente, aunque los chorrillos estuvieran normalmente exentos, fueron sujetos a las alcabalas en 1780.
Finalmente, la disposición del Visitador Areche, de censar la población no indígena, y de incluir entre los tributarios a los cholos, puso en estado de alerta a mestizos y mulatos, por cuanto comprendieron que la corona española planeaba incluirlos entre los tributarios.
Inmediatamente, y a su consecuencia, se produciría la rebelión general liderada por Túpac Amaru II.

### La educación y la cultura

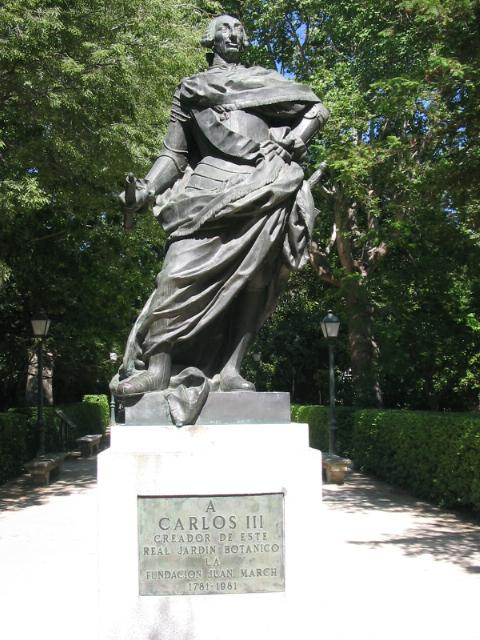
Estatua de Carlos III, paradigma de rey ilustrado.

Los gobiernos de Carlos III, como el resto de los gobiernos borbónicos, potenciaron aquellas iniciativas culturales que sintonizaban mejor con los intereses de la Monarquía, pero no se llegó a crear un sistema de "instrucción pública", también debido al elitismo de las propuestas culturales ilustradas, como en el caso de Jovellanos que defendió una educación al alcance de todos pero limitada a los niveles elementales porque ir más allá sería poner en peligro el orden social:
- Se mantuvieron las academias (la Real Academia Española, 1713; de la Historia, 1735; de Jurisprudencia, 1739; de Bellas Artes, 1757), con el mismo fin para el que fueron creadas: difundir la opinión oficial en los distintos ámbitos de la actividad cultural y de introducir en este terreno su afán de centralización y uniformización.
- Se fundaron las escuelas de Artes y Oficios (que habrían de pervivir hasta bien entrado el siglo XX), en la mayoría de las ciudades importantes de España, para satisfacer las necesidades de mano de obra especializada para las manufacturas y Reales Fábricas, de las que creó varias: como rey de Nápoles fundó el Real Laboratorio de Piedras Duras de Nápoles (1737), la Real Fábrica de Tapices de Nápoles (1737), la Real Fábrica de Porcelanas de Capodimonte (1743) y la Real Fábrica de Mayólicas de Caserta (1753); como rey de España fundó el Real Laboratorio de Mosaicos y Piedras Duras del Buen Retiro (1759), la Real Fábrica de Porcelana del Buen Retiro (1759), la Real Fábrica de Platería Martínez (1778) y la Real Fábrica de Relojes (1788).
- Se intentó reformar la enseñanza universitaria, con el objetivo de modernizar sus planes de estudios —introduciendo, por ejemplo, los estudios de matemáticas, física, biología y otras ciencias naturales— y secularizar el profesorado —excluyendo a los religiosos—, pero las resistencias que encontraron estas iniciativas hicieron que el resultado fuera muy desigual, por lo que la Universidad, salvo muy contadas excepciones, no estuvo a la vanguardia de la reforma educativa ilustrada.
- Se creó en Madrid el real Jardín Botánico, cerca del Retiro (sustituyendo al anterior, el de Migas Calientes, que estaba cerca del río Manzanares).
- Se intentó reformar los Colegios Mayores que eran "centros de acogida de estudiantes pobres a los que se concedían becas para seguir sus estudios..., [pero que] habían pasado a ser un reducto de privilegiados que, controlando la adjudicación de la becas, detentando los cargos de gobierno y ocupando luego las principales cátedras, habían puesto en marcha todo un sistema basado en el mutuo apoyo para monopolizar la provisión de cargos en la administración pública", pero los cambios que se pretendía introducir para retornar a sus fines iniciales encontraron la resistencia de la "casta de colegiales, baluarte de la más rancia concepción tradicionalista y aristocratizante de la sociedad [que] trataba de mantener esta situación tan favorable a sus intereses, frente a los golillas o manteístas, estudiantes de extracción más modesta y carentes de apoyo corporativo, entre los que fermentaban las ideas del cambio y la reforma ilustrada".[112]
- Se crearon nuevas instituciones de enseñanza superior dirigidas a mejorar la educación de la nobleza, con la fundación de Seminarios de Nobles (aunque el de Vergara fue mucho más allá y se convirtió en uno de los centros más importantes de enseñanza e investigación de la España ilustrada); a formar especialistas militares, como la Academia Militar de Matemáticas o los Reales Colegios de Cirugía, que se convirtieron en importantes centros de enseñanza científica; a difundir y formar personas en el campo de las ciencias "aplicadas" (Real Escuela de Mineralogía, Real Instituto Asturiano de Minas, Escuela de Veterinaria, Escuela de Caminos, Puentes y Canales,... o los Jardines Botánicos).
- Se promovió la enseñanza militar, como la Escuela de Guardiamarinas de Cádiz, la Academia de Ocaña, así como otras en los territorios americanos.
- Se potenciaron y difundieron las Sociedades Económicas de Amigos del País, una idea nacida en Azpeitia (Guipúzcoa) en 1764 por iniciativa privada (la Sociedad Bascongada de Amigos del País), y que al año siguiente recibió el reconocimiento oficial, aprobando sus objetivos: el fomento de la agricultura, la industria, el comercio y las ciencias. Las más de 70 Sociedades que se fundaron a continuación por toda España, por iniciativa de las autoridades locales la mayoría, se dedicaron a la redacción de memorias e informes sobre las medidas a tomar para el fomento de la economía, y a la creación de escuelas de formación profesional, para difundir los conocimientos y técnicas de las ciencias "útiles" entre los agricultores y los artesanos. En las ciudades portuarias los Consulados de Comercio fueron los encargados de desempeñar unas funciones análogas (o complementarias) a las de las Sociedades Económicas (especialmente a partir de la promulgación del Reglamento de Libre Comercio de 1778) aunque con un sesgo más pronunciado hacia el comercio y la navegación.
- Se financiaron proyectos considerados de interés general, como la apertura de expedientes sobre temas económicos (la "Única Contribución", la "Ley Agraria"), la realización de informes estadísticos (como los censos de población ordenados por Aranda, Floridablanca y Godoy), la cartografía del territorio español.
- Se organizaron expediciones científicas a los territorios de ultramar, como las de Alejandro Malaspina, Celestino Mutis y otras.

### La política exterior

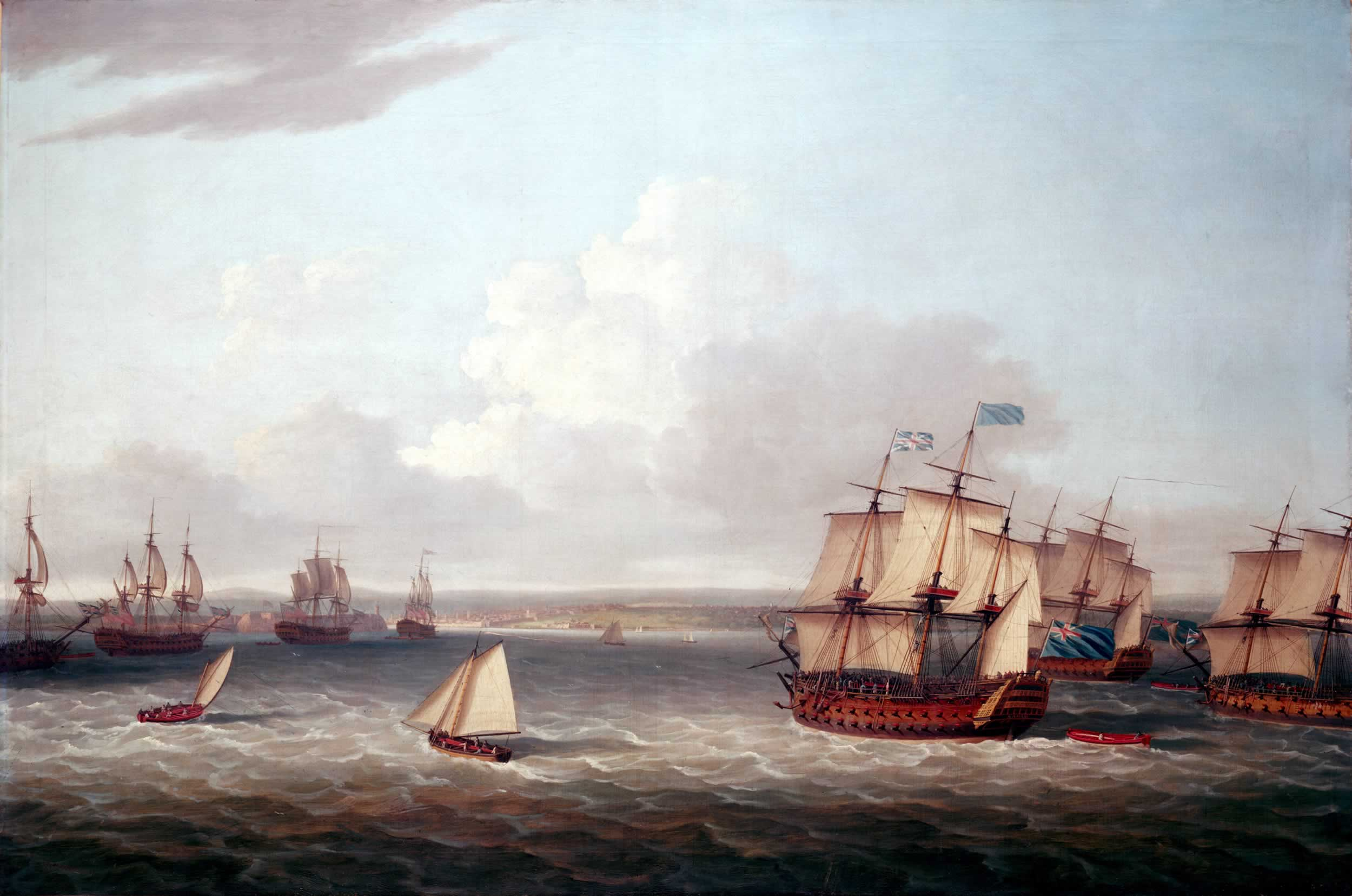
La flota británica entrando en La Habana

Los dos momentos donde tuvo más importancia la política exterior de Carlos III se produjeron al principio y al final de su reinado y tuvieron que ver con la intervención de la Monarquía de España en las dos grandes guerras que se produjeron en Europa y en sus dominios americanos y asiáticos antes del estallido de la Revolución Francesa en 1789. La primera fue la Guerra de los Siete Años que había comenzado en 1756, durante el reinado de Fernando VI, ante la que este no había tomado ninguna decisión a causa de la profunda melancolía en la que se vio sumido tras la muerte de su esposa que le incapacitó para gobernar —a pesar de que en el primer año de la guerra Francia había arrebatado Menorca a los británicos—. Así pues, el problema más urgente que tuvo que abordar Carlos III nada más llegar a Madrid desde Nápoles fue definir la postura de la Monarquía en una guerra en la que las victorias británicas sobre los franceses en América del norte amenazaban al Imperio español. Carlos III, tras el rechazo británico a su intento de mediación, decidió aliarse con la Monarquía de Francia contra el enemigo común británico y en agosto de 1761 se firmó el Tercer Pacto de Familia, lo que supuso la entrada en la guerra en enero de 1762. Como han señalado Rosa Mª Capel y José Cepeda, "estaba en juego el mapa colonial. [...] La América francesa estaba en trance de desaparecer, con lo que las colonias españolas serían limítrofes con las británicas a lo largo de miles de kilómetros".

Territorio de Luisiana a principios del (en azul), superpuesto a los actuales EE. UU.

"El desarrollo de la guerra fue desastroso para los Borbones". En el caso de España los británicos tomaron La Habana, el 12 de agosto de 1762, y ocuparon Manila, en el otro extremo del Imperio español, el 23 de septiembre, en la particular guerra anglo-española de 1761-1763. La única victoria borbónica fue la toma en noviembre de 1762 de la disputada colonia de Sacramento, situada en el Río de la Plata y en poder del reino de Portugal, aliado del reino de Gran Bretaña —además consiguieron resistir la invasión anglo-portuguesa al Río de la Plata (1763)—. La guerra terminó con la firma de la Paz de París. Luis XV perdió la mayor parte del imperio colonial francés en América del norte y en la India, que pasó a Jorge III de Inglaterra, lo que supuso el nacimiento del Imperio británico, mientras que Carlos III tuvo que devolver la colonia de Sacramento al rey de Portugal —aunque catorce años después sería conquistada de nuevo y pasaría definitivamente a soberanía española— y ceder la Florida a Jorge III para poder recuperar La Habana y Manila. Como compensación Luis XV por el Tratado de Fontainebleau (1762) le había cedido el inmenso territorio de la Luisiana francesa, un "regalo envenenado", ya que "la mayoría de sus colonos de origen francés aceptaron mal el cambio de soberanía y, por si fuera poco, eran muchos los hombres procedentes de las Trece Colonias británicas que se adentraban en esas tierras, nominalmente españolas, atravesando unas fronteras imposibles de fijar en tan vastos territorios. [...] Desaparecida Francia, quedaban frente a frente Gran Bretaña y España".

Fronteras norteamericanas propuestas por el Conde de Aranda hacia el final de la Guerra de Independencia de los EE. UU., 3 de agosto de 1782

El segundo "momento" importante de la política exterior de Carlos III fue la decisión de intervenir en favor de los colonos rebeldes en la guerra de independencia de Estados Unidos. La intervención se produjo a instancias del rey francés Luis XVI —que ya había entrado en la guerra en junio de 1778 tras firmar una alianza con las Trece Colonias que habían proclamado su independencia respecto de Gran Bretaña dos años antes— en virtud de la firma del Tratado de Aranjuez de 1779 por el que se ratificaba el Tercer Pacto de Familia. Así Carlos III de España entró en guerra contra Jorge III de Gran Bretaña el 16 de junio de 1779, aunque sin reconocer a los rebeldes norteamericanos porque no estaba dispuesto a apoyar un rebelión de unos súbditos contra su rey legítimo —algunos consejeros de Carlos III le habían advertido del mal ejemplo para las colonias españolas si se producía el triunfo de los sublevados norteamericanos—. Así que el gobierno de Carlos III adoptó una política "ambigua e hipócrita": no intervino directamente como estaba haciendo Luis XVI, "pero entregó millones de reales en préstamos y gastó otros muchos en las operaciones militares. A largo plazo, esta tibieza en la forma resultó ineficaz porque no se rentabilizó la ayuda prestada".
En el curso de la guerra, tras un nuevo asedio fracasado sobre Gibraltar, una escuadra franco-española ocupó Menorca en 1782. Un año después, el 3 de septiembre de 1783, se ponía fin a la guerra con la firma del Tratado de Versalles. Según lo estipulado en el mismo, la Monarquía de Carlos III recuperaba Menorca, Las Floridas y restringía el acceso británico a Honduras, pero no lograba la devolución de Gibraltar, su principal objetivo.

## El reinado de Carlos IV (1788-1808)

Toma de la Bastilla, inicio de la Revolución francesa de 1789

El reinado de Carlos IV estuvo marcado por el impacto que tuvo en España la Revolución Francesa de julio de 1789 y su posterior desarrollo, especialmente después de que en 1799 Napoleón Bonaparte se hiciera con el poder. La reacción inicial de la corte de Madrid fue el llamado "pánico de Floridablanca" —una serie de medidas represivas que incluían la creación de un "cordón sanitario" en la frontera francesa para evitar el "contagio" revolucionario— acompañada después de la confrontación con el nuevo poder revolucionario tras la destitución, encarcelamiento y ejecución de Luis XVI, el jefe de la Casa de Borbón que también reinaba en España, lo que condujo a la Guerra del Rosellón (1793-1795) con la recién proclamada República Francesa que fue un desastre para las fuerzas españolas. En 1796 Carlos IV y su todopoderoso "primer ministro" Manuel Godoy dieron un giro completo a su política respecto de la Francia revolucionaria y se aliaron con ella, lo que provocó la primera guerra con Gran Bretaña (1796-1802) que supuso otro duro revés para la Monarquía de Carlos IV y provocó una severa crisis de la Hacienda Real, que se intentó solucionar con la llamada "desamortización de Godoy" —el "favorito" quedó apartado del poder durante dos años (1798-1800)—.
Tras la efímera Paz de Amiens de 1802 se inició la segunda guerra con Gran Bretaña en la que la flota franco-española fue derrotada por la flota británica al mando del almirante Nelson en la batalla de Trafalgar, lo que abrió la crisis definitiva de la Monarquía absoluta borbónica, que culminaría con la conjura de El Escorial de noviembre de 1807 y con el motín de Aranjuez de marzo de 1808, en el que Godoy perdió definitivamente el poder y Carlos IV se vio forzado a abdicar en su hijo Fernando VII. Sin embargo, dos meses después ambos acabarían firmando las abdicaciones de Bayona por las que cedían a Napoleón Bonaparte sus derechos a la Corona, quien a su vez los cedería a su hermano José I Bonaparte. Muchos españoles "patriotas" no reconocieron las abdicaciones y siguieron considerando a Fernando VII como su rey en cuyo nombre se inició la Guerra de Independencia Española, pero otros, llamados despectivamente afrancesados, apoyaron a la España napoleónica y al nuevo rey José I Bonaparte, por lo que aquel conflicto fue la primera guerra civil de la Historia contemporánea de España.